# Personaggi di Date A Live

Dall'alto verso il basso: Origami, Miku, Kaguya, Yuzuru, Kurumi, Kotori, Tohka, Yoshino e Shido

Questa è la lista dei personaggi di Date A Live, serie di light novel scritta da Kōshi Tachibana e illustrata da Tsunako. Gli stessi compaiono anche negli adattamenti manga e anime e in tutti i media derivati.

## Principali

### Shido Itsuka
Shido Itsuka (五河 士道?, Itsuka Shidō)
Doppiato da: Nobunaga Shimazaki e Saeko Zogo (nei panni di Shiori Itsuka).
Shido è il protagonista della storia. È un normale ragazzo liceale ma che ha la strana capacità di sigillare i poteri degli Spiriti attraverso un bacio. Sigillando il 99% del loro Reiryoku e, dopo aver salvato Tohka da sé stessa, decide di collaborare con la sorella Kotori per evitare che Spiriti e umani si combattano e l'unico modo è far innamorare di sé gli Spiriti, così da stabilire un legame con loro e sigillarne i poteri. Inizialmente sembra dotato del potere di uno Spirito che gli permette di rigenerarsi, in realtà i poteri di rigenerazione appartengono a sua sorella, i cui poteri sigillati da lui cinque anni prima gli permettono di guarire da ferite anche mortali. Quando sigilla i poteri di uno Spirito si crea un legame tra Shido e lo Spirito grazie al quale gli Spiriti possono recuperare in modo totale o parziale i loro poteri. Con il proseguire della storia Shido riesce a usare il potere degli Spiriti da lui sigillati riuscendo a evocare i loro angeli e a utilizzare i loro poteri, ma solo a condizione che tra Shido e lo Spirito ci sia un forte legame come nel caso di Tohka e Yoshino (infatti ha la capacità di evocare Sandalphon). Dopo gli eventi del volume 12 il ragazzo riesce a controllare e a utilizzare i poteri di tutti gli Spiriti da lui sigillati. Shido è un ragazzo molto generoso, simpatico, leale e altruista disposto sempre ad aiutare il prossimo. La sua personalità e il suo carattere derivano anche dal suo passato, poiché è stato abbandonato dalla madre appena dopo la nascita ed è stato in seguito adottato dalla famiglia Itsuka. È proprio questo che alimenta il suo desiderio di salvare gli Spiriti e grazie al suo carattere e alla sua personalità riesce a guadagnarsi la loro fiducia. Nel volume 12 l'eccessiva quantità di potere spirituale che Shido ha sigillato nel suo corpo gli fa perdere il controllo dei suoi poteri, alterando la sua personalità. Gli Spiriti sono quindi costretti a cercare di baciarlo in modo che Shido possa tornare alla normalità ed evitare che i poteri da lui sigillati causino un sisma spaziale che distruggerebbe l'intera città. Dopo il mutamento della sua personalità, Shido ottiene un livello di controllo sugli angeli pari a quella che hanno gli Spiriti stessi, infatti distrugge un'intera squadra di Bandersnatch guidata da Ellen. Dopo molte peripezie gli Spiriti riescono a salvare Shido e a evitare la distruzione della città. Viene in seguito scoperto che il suo vero nome non è Shido, ma Shinji.

### Tohka Yatogami
Tohka Yatogami (夜刀神 十香?, Yatogami Tōka)
Doppiata da: Marina Inoue
Tohka è il primo Spirito che compare nella serie, è inizialmente convinta che tutti gli esseri umani la vogliano morta, poiché continuamente attaccata dall'AST. Shido è il primo a non desiderare di ucciderla e la invita ad un appuntamento. I due alla fine legano e tramite un bacio, i poteri di Tohka vengono sigillati, anche se in determinate situazioni psicologiche può riacquistarne una parte per un certo periodo di tempo. Non ha un vero nome, infatti "Tohka" è un nome scelto da Shido per lei. Tohka inizialmente è completamente inconsapevole di come si viva da essere umano e non conosce tantissime cose, le quali le vengono insegnate tutte da Shido. Nonostante questa sua ignoranza ha un grande senso del pudore, infatti se capita che Shido la trovi svestita parzialmente o del tutto non esita ad urlare e a colpirlo. Tohka è profondamente innamorata di Shido ed è molto gelosa di lui, quando si ingelosisce spesso riacquista parte dei suoi poteri. Mangia quintali di cibo senza problemi e senza ingrassare di un grammo, inoltre è un'ottima cuoca ed è molto brava nel cantare. Decide di aiutare Shido nella sua causa per salvare gli Spiriti, partecipando se necessario ai combattimenti. In seguito viene però catturata dalla DEM e, disperata perché Shido stava per essere ucciso da Ellen, si trasforma nella sua Forma Inversa. Viene però alla fine salvata da Shido che tramite un bacio sigilla nuovamente i suoi poteri, annullando la trasformazione. Durante il suo scontro con Origami impara, anche se istintivamente, a riacquistare in modo totale o parziale i suoi poteri. Durante la battaglia finale tra la DEM e il Ratatoskr Tohka insieme a Kaguya e Yuzuru viene incaricata di proteggere Shido mentre quest'ultimo si occupa delle Nibelcol. Dopo l'apparizione del Primo Spirito Mio, Tohka combatte insieme agli altri Spiriti quest'ultima nel tentativo di proteggere Shido. Durante lo scontro vede a uno a uno gli altri Spiriti cadere per mano di Mio e alla fine il suo cristallo Sephira viene assorbito da Mio. Risvegliatasi all'interno di Mio, Tohka ha una conversazione con la sua Forma Inversa che gli rivela la vera origine della sua nascita, ovvero che a differenza di tutti gli altri lei è esattamente come Mio uno Spirito puro. In seguito Tohka riesce a uscire dal corpo di Mio e inizia un secondo scontro contro di lei. Stavolta, Tohka diventata molto più potente dopo aver assorbito il potere degli altri Spiriti e anche quello di Mio stessa, riesce a mettere in difficoltà quest'ultima ferendola. Durante lo scontro Mio evoca il suo terzo Angelo Ain che cancella definitivamente Tohka dall'esistenza. Dentro di lei vive una seconda personalità chiamata Tenka che si manifesta quando assume la sua Forma Inversa. Il suo nome in codice è "Princess".

#### Forma Spirito
Come affermato da Mio, Tohka è uno Spirito incredibilmente potente ed è un abile combattente sia nella sua Forma Spirito che nella sua Forma Inversa. Dopo aver acquisito il cristallo Sephira di Mio, acquista alcune delle abilità di quest'ultima, oltre ad essere stata in grado di combinare insieme la sua Forma Spirito con la sua Forma Inversa per creare una forma completamente nuova e unica per se stessa. Mentre la maggior parte degli Spiriti usa il proprio Reiryoku sotto forma di un elemento o di un'abilità che altera la realtà, Tohka lo esercita come pura energia. Può manipolare questa energia per aumentare sia le sue capacità offensive che difensive, nonché creare barriere intorno a se stessa, emettere esplosioni di energia dalle mani o dalla punta delle dita e creare onde d'urto con un semplice movimento del braccio o del piede. Tutto ciò rende Tohka una combattente altamente offensiva il cui stile di combattimento consiste principalmente in attacchi fisici molto forti e rapidi. Dopo che il potere di Tohka viene sigillato da Shido, può comunque recuperare una parte del suo potere originale. All'inizio ciò accadeva solo quando il suo stato mentale diventava instabile, mentre in seguito impara a riprendere circa il 10% del suo potere a piacimento sotto forma di un Abito Astrale Limitato. Durante lo scontro con Origami, Tohka è stata in grado di riprendere il 100% dei suoi poteri. Tuttavia, questo fatto è accaduto completamente in maniera inconscia. Essendo uno Spirito puro, Tohka può tornare in vita se uccisa a patto che il suo cristallo Sephira rimanga intatto. Tuttavia, questo significa anche che la sua vita è legata a doppio filo con il suo cristallo Sephira.
Abito Astrale: Adonai Melek (神威霊装 十番?, Shin'i Reisō: Jūban, lett. "Abito Spirituale dell'Autorità Divina: Numero 10")
Angelo: Sandalphon (鏖殺公?, Ōsatsukō, lett. "Sovrano del Massacro"): L'Angelo di Tohka è Sandalphon che assume la forma di un trono dorato che funge anche da fodero per la sua spada. La spada condivide la stessa abilità della sua padrona. Tohka usa questa capacità per rivestire il suo Angelo di Reiryoku in modo aumentarne la forza. Può inoltre usarlo per emettere fendenti di energia o onde d'urto, mentre il trono stesso sembra essere una specie di macchina di supporto, essendo in grado di trasformarsi in determinate modalità che possono migliorare le abilità di Tohka.
Spada Finale: Halvanhelev (最後の剣?, Saigo no Ken, lett. "Spada della Fine"): La vera forma dell'Angelo sbloccata tagliando a metà il trono e aggiungendo i pezzi in frantumi alla sua spada; un'enorme spada a forma che aumenta drasticamente il potere distruttivo del suo Angelo.
Modalità Armatura: Ratelibish (装?, Sō, lett. "Armatura"): Una modalità in cui Tohka riveste il suo Abito Astrale con i frammenti del trono per formare un'armatura, in maniera simile a Yoshino. Tohka ottiene questa modalità dopo aver appreso della sua vera natura Spirito e aver infuso in Sandalphon il Reiryoku di tutti gli altri Spiriti.
Modalità Jet: Posizionando il trono in orizzontale, quest'ultimo può essere trasformato in un mezzo di trasporto, che può volare a grande velocità.

#### Forma Inversa
Le abilità generali di Tenka sono simili a quelle di Tohka, nonostante la natura oscura del suo Reiryoku. Tuttavia, a differenza di Tohka, non si tira indietro mentre combatte, rendendola complessivamente molto più aggressiva in combattimento. Secondo le osservazioni del Ratatoskr, le capacità offensive di Tenka sono in realtà superiori a quelle di Tohka, ma a scapito delle sue capacità difensive. Tuttavia, nonostante questo, Tenka è stata capace di sopportare un attacco diretto di Ellen Mira Mathers, e uscirne completamente illesa.
Re Demone: Nahemah (暴虐 公?, Bōgyakkō, lett. "Sovrano della Tirannia"): Il Re Demone di Tenka è Nahemah, l'opposto polare del Sandalphon. Assume anch'essi la forma di una spada che rimane separata da un trono grigio scuro. Tuttavia, come i poteri di Tenka e Tohka, le abilità di Nahemah sono generalmente le stesse di Sandalphon nonostante la natura oscura.
Spada Finale: Paverschlev (終焉の剣?, Shūen no Ken, lett. "Spada della Morte"): Una versione più oscura di Halvanhelev che Tenka può evocare distruggendo il trono di Nahemah e aggiungendo i pezzi in frantumi alla sua spada. Un singolo colpo di spada è abbastanza potente da distruggere una grande parte della città di Tengu.

### Origami Tobiichi
Origami Tobiichi (鳶一 折紙?, Tobiichi Origami)
Doppiata da: Misuzu Togashi
Origami è un membro dell'AST, di cui è una valida combattente. Cinque anni prima, i suoi genitori morirono a causa di un incendio provocato da uno Spirito, e per questo entra nell'AST allo scopo di poter trovare lo Spirito che ha ucciso i suoi genitori e vendicarsi, ed ecco anche il motivo per cui odia gli Spiriti. Ha quasi sempre un'espressione e un tono impassibili, cosa che rende i suoi pensieri piuttosto imperscrutabili. A causa di circostanze bizzarre finisce col legare con Shido (quest'ultimo, su ordine della sorella, le chiede di uscire con lei per esercitarsi a parlare con le ragazze) e si scopre che è da tempo innamorata di lui, tanto da parlare di lui ad altre persone come se fosse il suo fidanzato. È molto gelosa, anche se non lo ammetterebbe mai, e sente fortemente la rivalità con Tohka, con cui discute soventemente per le attenzioni di Shido. Origami ha un comportamento che fa spesso pensare a quello di una stalker, in quanto ha ammesso candidamente di avere un feticismo per gli abiti indossati da Shido a scuola e di conoscere perfettamente la data in cui acquista le sue cose. Nella nuova linea temporale la personalità e i ricordi precedenti del suo alter ego vengono soppressi per evitare che la nuova Origami cada nella disperazione. Tuttavia quando entra in contatto con gli Spiriti riemerge l'odio della sua precedente personalità che la trasforma nella sua Forma Inversa. Durante il suo appuntamento con Shido riemergono comunque i tratti della sua precedente personalità tramite azioni perverse. Quando scopre che lo Spirito che uccise i suoi genitori, Efreet, appartiene a Kotori ne desume che Kotori sia lo Spirito stesso e tenta di ucciderla. Shido cerca di farla ragionare, spiegandole che Kotori è un'umana che ha ricevuto il potere di uno Spirito contro la sua volontà (diversamente da Tohka e Yoshino che sono Spiriti materiali con poteri annessi), alla fine riesce a farla ragionare, sigillando i poteri della sorella nel proprio corpo e dichiarandosi pronto a morire. Nel volume 10 tenta di uccidere Tohka e gli altri Spiriti, uscendone sconfitta. Dopo la sconfitta sarà trasformata in uno Spirito da Phantom, in modo da poter combattere alla pari con gli altri Spiriti, e grazie a Kurumi tornerà indietro nel tempo di 5 anni, lo stesso giorno in cui ha perso i suoi genitori, per impedirne la dipartita. Scopre così l'identità del loro assassino e rimane sconvolta, poiché la causa della loro morte fu proprio un suo attacco. Questa scoperta farà cadere Origami nella più profonda disperazione, causandone la trasformazione nella Forma Inversa. Origami dopo l'inversione perde il controllo di sé e i suoi occhi diventano spenti come quelli di un cadavere e dopo che gli effetti del dodicesimo proiettile di Kurumi terminano, Origami torna nel suo tempo cominciando a distruggere la città. Nel volume 11 quando Shido insieme a Kurumi riesce a cambiare il passato salvando i suoi genitori, viene creata una nuova linea temporale. Nella nuova linea temporale i ricordi e la personalità della precedente Origami si uniscono a quelli del suo alter ego, portandola ad avere due personalità. Nel volume 11 la nuova Origami si iscrive nella scuola di Shido dove dopo un discorso con lui quest'ultimo chiede a Origami un appuntamento. Più tardi sul tetto della scuola vede Kurumi insieme a Shido, ciò fa riemergere l'odio della sua precedente personalità, che prende il sopravvento, trasformando Origami nella sua Forma Inversa e tornando normale solo dopo aver creduto di aver ucciso Kurumi. Dopo essere tornata normale Origami non ricorda niente di quello che è successo, ma durante il suo appuntamento con Shido vede la sua capacita di rigenerarsi e questo fa scattare di nuovo la trasformazione. Origami nella sua Forma Inversa tenta di uccidere Shido ma viene salvato da Tohka e gli altri Spiriti con il quale ingaggia un duro scontro. Durante il combattimento nella mente di Origami le sue due personalità si incontrano e alla fine si uniscono. In seguito a questo evento Origami acquista i ricordi della sua precedente personalità e permette a Shido di salvarla annullando la trasformazione e sigillando i suoi poteri. Durante la battaglia finale tra la DEM e il Ratatoskr, Origami elabora un piano per mettere fuori uso tutti i Bandersnatch, per fare ciò è però necessario catturare Artemisia. Quindi Origami insieme a Mana Mukuro e Yoshino viene affidato il compito di catturare quest'ultima. Origami ingaggia uno scontro con Artemisia venendo messa pesantemente in difficoltà e solo grazie all'intervento dell'AST riesce a compiere la missione. Dopo che il Primo Spirito evoca il suo primo Angelo Origami insieme agli altri si dirige da Tohka e le Yamai per dar loro aiuto. Origami una volta arrivata vede Kaguya e Yuzuru a terra prive di vita e comincia a combattere Mio insieme a Tohka. Durante lo scontro Origami viene uccisa da Mio che recupera il suo cristallo Sephira. Origami ha due nomi in codice "Angel" e "Devil" quando nella sua Forma Inversa.

#### Forma Spirito
I poteri di Origami nella sua Forma Spirito sono prevalentemente a lungo raggio, il suo stile di combattimento consiste nell'attaccare i suoi nemici a distanza con degli abbaianti laser di luce e creando una certa distanza tra loro quando questi si avvicinano troppo. Con i suoi poteri spirituali, Origami è in grado di combattere alla pari con la Forma Spirito di Tohka al massimo della sua potenza, avendo però un certo vantaggio contro di lei dato che poteri di Tohka sono per lo scontro a media o breve distanza. Origami ha anche dimostrato la capacità di volare come tutti li Spiriti. Secondo Phantom, Origami è la candidata ideale per ricevere un cristallo Sephira. Origami è stata in grado di controllare i suoi poteri con una tale abilità che persino Phantom la considerava una candidata troppo preziosa da rinunciare a trasformare in uno Spirito.
Abito Astrale: Ehyeh (神威霊装 一番?, Shin'i Reisō: Ichiban, lett. "Abito Spirituale dell'Autorità Divina: Numero 1")
Angelo: Metatron (絶滅天使?, Zetsumetsu Tenshi, lett. "Angelo dell'Estinzione"): L'Angelo, di Origami è Metatron, un insieme di pilastri dorati, simili a piume, che la circondano, e quando messi insieme, assomigliano a una grande corona. I pilastri possono sparare abbaglianti laser di luce dalle loro punte, ognuno dei quali è abbastanza potente da perforare l'Abito Astrale di Tohka comprese le barriere create da quest'ultima. Origami ha inoltre la capacità di trasformarsi in luce e teletrasportarsi. Questa abilità si attiva automaticamente quando sta per essere colpita da un attacco e la teletrasporta a pochi metri di distanza. Tuttavia, la posizione in cui si teletrasporta può essere prevista e intercettata. Inoltre, dopo essersi teletrasportata, non è in grado di teletrasportandosi nuovamente in rapida successione. Infine Metatron può anche assumere varie formazioni e ognuna di queste formazioni ha dimostrato di avere un'abilità unica.
- Shemesh (日輪?, Nichirin, lett. "Il Sole"): I pilastri galleggianti ruotano intorno a Origami, raccogliendo particelle di luce che possono essere poi rilasciate come una pioggia di esplosioni di energia
- Mal'akh (天翼?, Ten'yoku, lett. "Ali Celesti"): I pilastri assumono una formazione simile a delle ali dietro la schiena di Origami che le consentono di volare a grande velocità
- Kadour (光剣?, Kōken, lett. "Spada di Luce"): I pilastri rompono la formazione intorno a Origami e sono in grado di colpire singolarmente il proprio bersaglio come se avessero una propria volontà
- Artlif (砲冠?, Hōkan, lett. "Cannone Corona"): I pilastri assumono una formazione circolare e puntando tutti nella stessa direzione generano un fascio di pura luce dalla potenza devastante
- Formazione Difensiva: Facendosi circondare dai pilastri, Origami può usare la loro luce per creare una barriera in grado di bloccare gli attacchi in arrivo

#### Forma Inversa
Dopo una prolungata esposizione alle emozioni negative dove ha scoperto di essere stata lei a uccidere i suoi genitori, Origami si è trasformata nella sua Forma Inversa. Proprio come Tohka, il suo Abito Astrale diventa molto più scuro e più rivelatore, e ottiene un velo sopra la testa. I poteri di Origami sono gli stessi della sua Forma Spirito, ma dalla natura più oscura.
Re Demone: Satan (救世 魔王?, Kyūsei Maō, lett. "Re Demone della Salvezza"): Il Re Demone di Origami è Satan, l'opposto polare di Metatron. Assume anch'essi la forma di pilastri che insieme formano una corona. Le abilità di Satan sono generalmente le stesse di Metaron nonostante la natura oscura e la maggiore potenza.

### Kotori Itsuka
Kotori Itsuka (五河 琴里?, Itsuka Kotori)
Doppiata da: Ayana Taketatsu.
Kotori è la sorella acquisita di Shido, avendo la sua famiglia adottato Shido anni prima. Kotori si comporta in due modi diversi, quando indossa i fiocchi bianchi sui capelli rossi si comporta come una dolce sorellina, quando si mette quelli neri si comporta come una donna autoritaria che non si fa alcun problema ad insultare chiunque, compreso suo fratello (tuttavia i fiocchi non hanno nulla a che fare col cambio di personalità, è lei che decide di indossarli a seconda di come sceglie di comportarsi) ed è la comandante della Fraxinus. È Kotori ad affidare a suo fratello il compito di mediare con gli Spiriti per sigillare i loro poteri e farli coesistere con gli umani senza più generare terremoti spaziali. In realtà la ragione per cui lo fa è che lei è a propria volta uno Spirito. Infatti 5 anni prima è stata trasformata in uno Spirito da Phantom e che le ha conferito i suoi poteri spirituali, Kotori infatti è nata e cresciuta come umana e solo in seguito ha ricevuto tale potere. Quando si scatenò un incendio il giorno in cui divenne uno Spirito, riuscì a sigillare i propri poteri baciando Shido, che da quel momento dispone dei suoi poteri rigenerativi. Nel Volume 4 Kotori, riprende la totalità dei propri poteri per difendere Shido da Kurumi, rischiando di perdere la propria identità e personalità se non vengono sigillati nuovamente, fortunatamente Shido riesce a sigillare di nuovo suoi poteri durante l'appuntamento con la sorella prima che Origami possa ucciderla. Nel volume 9, quando i satelliti della DEM rischiano di distruggere la città, Kotori riacquista parte dei suoi poteri per abbattere il primo satellite. Nonostante il suo carattere tsundere, ama profondamente Shido e non lo vede come un fratello. Durante la battaglia finale tra la DEM e il Ratatoskr rimane sulla Fraxinus insieme a Nia dando ordini durante lo scontro. Dopo l'apparizione del Primo Spirito Kotori resta scioccata dal fatto che Reine e Mio siano la stessa persona. Durante il combattimento tra Mio e gli Spiriti, Kotori interviene nello scontro con la Fraxinus colpendo Mio con il cannone Gungnir. L'attacco non sortisce alcun effetto e la Fraxinus precipita a causa delle particelle di luce di Ain Sof Aur. Kotori in seguito si risveglia e vede Mio che estrae ciò che rimane del cristallo Sephira di Nia dal corpo di quest'ultima ormai senza vita. Kotori chiede a Mio se tutto ciò che avevano passato insieme fosse solo una menzogna e quest'ultima risponde che per raggiungere il suo obbiettivo era disposta a sacrificare qualsiasi cosa. Dopo aver risposto Mio estrae il cristallo Sephira dal corpo di Kotori che perde la vita a causa degli effetti di Ain Sof Aur. Il suo nome in codice è Efreet.

#### Forma Spirito
I poteri di Kotori si basano sulla manipolazione delle fiamme prodotte dal suo corpo che possono essere usate sia nel combattimento a distanza che in quello ravvicinato. Kotori dispone di una straordinaria capacità di rigenerazione, che le garantisce protezione da morte certa a condizione che abbia una quantità di Reiryoku sufficiente per potersi rigenerare. Inoltre, annulla tutti i danni fisici arrecati alla persona come se non fosse mai accaduto, ma questo è limitato a solo il corpo di Kotori. Oltre a ciò la rigenerazione non si attiva per ferite minori che possono guarire naturalmente.
Abito Astrale: Elohim Gibor (神威霊装 五番?, Shin'i Reisō: Goban, lett. "Abito Spirituale dell'Autorità Divina: Numero 5")
Angelo: Camael (灼爛殲鬼?, Shakuran Senki, lett. "Demone Infuocato dell'Annichilimento"): L'Angelo di Kotori è Camael che si presenta sotto forma di una grande alabarda rossa. Camael ha la capacità di manipolare le fiamme e Kotori usa quest'abilità in combattimento per rivestire l'Angelo con le fiamme e generare fendenti infuocati per colpire gli avversari anche a distanza.
Modalità Cannone: Megiddo (砲?, Hō, lett. "Cannone"): La vera forma di Camael che si sblocca smantellando l'alabarda e assumendo la forma di un cannone. Megiddo viene alimentato dalle fiamme di Kotori e concentrate al suo interno, rilasciando potenti raggi di energia che fanno terra bruciata intorno a loro e che possono sopraffare anche le difese degli altri Spiriti.

## Spiriti
Gli Spiriti sono le protagoniste femminili di Date A Live. Sono ragazze dai poteri straordinari provenienti da un'altra dimensione. In genere quando giungono sulla Terra provocano un sisma spaziale. Questi sismi spaziali sono nella maggior parte delle volte generati involontariamente dagli Spiriti, ma ci sono casi in cui sono provocati volontariamente, come nel caso di Kurumi, Kotori e Miku. I poteri che hanno, come la conoscenza sul mondo umano, variano da uno Spirito all'altro. Tutti gli Spiriti hanno abilità e poteri unici che si differenziano da Spirito a Spirito, ciononostante possiedono tutti un Abito Astrale e un Angelo. Altre caratteristiche che accomunano gli Spiriti sono la capacita di volare e le loro doti fisiche fuori dal comune, come la loro forza sovrumana. Inoltre come rivelato da Nia gli Spiriti non possono invecchiare finché i loro poteri non vengono sigillati.

### Yoshino Himekawa
Yoshino Himekawa (氷芽川四糸乃?, Himekawa Yoshino)
Doppiata da: Iori Nomizu
Yoshino è il secondo Spirito ad apparire nella storia. Appare come una ragazzina di 13/14 anni con i capelli e gli occhi blu. Il suo Abito Astrale El è formato da un grande impermeabile verde con delle orecchie e una coda che ricordano quelle di un coniglio mentre sotto l'impermeabile indossa un abito azzurro. Ha una personalità molto timida e introversa, tendente a non avere alcun tipo di contatto con gli altri. Yoshino ha la tendenza a non attaccare nessuno, neppure l'AST, nonostante provochi come tutti gli Spiriti un sisma spaziale. Come per Tohka, Shido è il primo contatto che ha con un essere umano. Data la sua timidezza, ha difficoltà a parlare e interagire con gli altri, non riuscendo ad articolare frasi complete, e preferendo che sia il suo pupazzo Yoshinon a interagire con le persone attraverso la sua personalità estroversa. Appare la prima volta nel volume 2, all'interno del giardino di un santuario, dove con i suoi poteri causa un acquazzone. Mentre Yoshino sta giocando sotto la pioggia, viene vista da Shido che cerca poi di aiutarla, dopo che quest'ultima inciampa. Yoshino è diffidente nei confronti di Shido e lascia parlare Yoshinon che prima di salutarlo gli dà del "pervertito fortunato". Yoshino appare qualche giorno dopo, causando un sisma spaziale e venendo attaccata dall'AST. Yoshino per scappare si rifugia dentro un centro commerciale dove in seguito giunge anche Shido. Usando Yoshinon i due hanno una conversazione, durante la quale Shido le chiede un appuntamento. Yoshinon accetta ma, a causa di un piccolo incidente Yoshino e Shido si baciano accidentalmente. In quel momento arriva Tohka che, avendo visto la scena, inizia a prendersela sia con Shido che con Yoshinon. Durante la conversazione Tohka toglie Yoshinon a Yoshino. Yoshino per tentare di riprendersi Yoshinon evoca allora il suo angelo e attacca Tohka per poi scappare con il pupazzo ma, durante la fuga, viene colpita da uno dei missili dell'AST facendo cadere a terra Yoshinon. Il giorno dopo, Yoshino sta cercando il suo pupazzo perso durante la sua fuga. Durante la ricerca incontra nuovamente Shido e il ragazzo si offre di aiutarla a cercare il suo pupazzo. Mentre la ricerca prosegue Yoshino spiega a Shido che lei non era Yoshinon ma Yoshino. Dopo alcune ore di ricerca, Shido invita Yoshino a casa sua per riposarsi e mentre il ragazzo cucina qualcosa, Yoshino spiega che cosa rappresentasse Yoshinon per lei. Shido promette a Yoshino di ritrovare il suo pupazzo ma in quel momento giunge anche Tohka che fa scappare Yoshino. Dopo essere scappata, Yoshino viene attaccata dall'AST e costringendola ad evocare il suo Angelo per difendersi. La battaglia imperversa e Yoshino con i suoi poteri inizia a congelare sia i Wizard che la città. Durante lo scontro, Yoshino erige una tempesta di ghiaccio e neve fino a creare una barriera in grado di congelare e colpire tutto ciò entra al suo interno. Yoshino all'interno della cupola piange per la mancanza di Yoshinon, finché al suo interno non giunge anche Shido insieme al suo pupazzo. Yoshino dopo aver espresso la sua gratitudine per aver salvato Yoshinon, bacia Shido sigillando così i suoi poteri. Dopo che i poteri le vengono sigillati da Shido, inizia ad abitare nel complesso residenziale creato dal Ratatoskr per gli Spiriti. Durante la battaglia finale tra la DEM e il Ratatoskr, Yoshino combatte i maghi della DEM e insieme a Mukuro e Mana aiuta Origami nella missione di catturare Artemisia. Dopo che il Primo Spirito Mio scatena il suo Angelo, Yoshino insieme agli altri si dirige da Tohka e le Yamai per aiutarle contro Mio. Durante lo scontro Yoshino cerca di proteggere i suoi compagni, ma viene uccisa da Mio che recupera il suo cristallo Sephira. Il suo nome in codice è "Hermit".
Yoshinon (よしのん?, Yoshinon)
È la seconda personalità di Yoshino, incarnato in un burattino dall'aspetto di un coniglio bianco con una benda sull'occhio destro. Ella rappresenta tutto ciò che Yoshino vorrebbe essere poiché è molto aperto ai contatti altrui ed è molto testardo. Yoshinon appare solo quando indossato il pupazzo nel braccio destro di Yoshino. Quando Yoshino usa i poteri di Zadkiel, Yoshinon è in grado di parlare attraverso la prima forma dell'angelo, e agisce come limitatore per sopprimere i poteri di Zadkiel in modo da non uccidere nessuno.

#### Forma Spirito
Yoshino ha la capacità di manipolare l'acqua che si trova nell'ambiente circostante nei suoi tre stati fisici, anche se è solita manipolare l'acqua allo stato solido. Data la sua natura timida e gentile Yoshino usa i suoi poteri solo a scopi difensivi inoltre è molto agile e il suo Abito Astrale è abbastanza resistente da bloccare le raffiche di missili dell'AST.
Abito Astrale: El (神威霊装 四番?, Shin'i Reisō: Yonban, lett. "Abito Spirituale dell'Autorità Divina: Numero 4")
Angelo: Zadkiel (氷結傀儡?, Hyōketsu Kugutsu, lett. "Pupazzo del Congelamento"): L'Angelo di Yoshino, Zadkiel, è un enorme burattino che ricorda Yoshinon. Zadkiel ha due forme, la prima forma ricorda Yoshinon ma è molto più grande, con un occhio rosso e una benda sull'occhio, grandi denti aguzzi e pelle bianca. In questa forma, Zadkiel ha la capacità di assorbire l'acqua dal suolo e dall'aria e rilasciarla sotto forma d'energia per attaccare. Yoshinon è anche in grado di parlare attraverso il burattino e funge da limitatore per sopprimere i poteri dell'Angelo in modo che non finisca per uccidere nessuno. La seconda forma di Zadkiel sembra essere la sua vera forma, anche questa forma ricorda Yoshinon ma è molto più grande di quando Yoshinon diventa Zadkiel. La seconda forma è più grande di un edificio e non ha la benda sull'occhio. Questo Zadkiel ha gli stessi poteri dell'altro ma molto più potente. Alla massima potenza, Yoshino è in grado di creare una grande bufera di neve a forma di cupola che si estende per 10 metri. La cupola reagisce automaticamente al Reiryoku e al Maryoku ed è in grado di congelare le cose senza sostanza come quest'ultime.
Modalità Armatura: Siryon (凍鎧?, Kōgai, lett. "Armatura del Congelamento"): Quando usa Siryon, Yoshino si fonde con Zadkiel, ottenendo un'armatura di ghiaccio sul suo Abito Astrale. I suoi poteri sull'acqua e sul ghiaccio aumentano a tal punto da congelare immediatamente l'area circostante e può creare vortici di ghiaccio e neve dalle mani.

### Kurumi Tokisaki
Kurumi Tokisaki (時崎 狂三?, Tokisaki Kurumi)
Doppiata da: Asami Sanada
Kurumi è il terzo Spirito in ordine cronologico che appare nella storia. Il suo Abito Astrale, Elohim, è composto da colori cresimi e da fronzoli neri, ricordando in lei lo stile Gothic Lolita. Quando lo indossa i capelli sono pettinati in maniera che sia possibile vedere l'occhio ad orologio. Mentre non lo indossa invece l'occhio sinistro è coperto dai capelli. Kurumi è un'abile attrice, riuscendo a fingersi un'educata ragazza di liceo, tuttavia la sua vera personalità è quella di una ragazza psicopatica, incline ad uccidere le persone senza esitazione, vedendoli solo come un mezzo per ricaricare il suo tempo. È molto attratta da Shido, causando la gelosia di Tohka e Origami. È sempre molto decisa su quello che fa, tanto da lasciare disorientato Shido. Lei in realtà non è veramente attratta da Shido, lo è di più dal potere che possiede, poiché le permetterebbe di raggiungere il suo obiettivo. In passato è stata uccisa diverse volte da Mana, ma in seguito si scoprirà che Mana aveva ucciso solo delle copie di Kurumi, e che la vera Kurumi è nettamente più forte di Mana. Kurumi appare la prima volta nel volume 3, durante un normale giorno di scuola, dove si trasferisce nella classe di Shido, presentandosi col suo nome e dichiarando alla classe intera di essere uno Spirito, lasciando basito Shido. Alla fine del Volume 3 riesce a sconfiggere Tohka, Origami e Mana ma verrà sconfitta da Kotori, durante lo scontro Kurumi viene quasi uccisa, ma viene salvata da Shido, che le fa da scudo con il suo corpo; dopo questo evento Kurumi prende in simpatia Shido. Alla fine del volume 4 viene rivelato il vero obiettivo di Kurumi, cioè tornare indietro nel tempo per uccidere il primo Spirito e evitare la morte di milioni di persone, per fare questo ha bisogno di una grande quantità di tempo, che è anche il motivo per cui uccide le persone. Ricompare alla fine del volume 6, dove aiuta Shido a salvare Tohka dalle industrie DEM. Alla fine del volume 7 si scopre che il motivo per cui ha aiutato Shido era per trovare informazioni sul secondo Spirito, che è stato catturato dalla DEM, ed è l'unico a sapere dove si trova il primo Spirito. Nel volume 10, dopo che Origami è diventato uno Spirito, su richiesta stessa di Origami usa su di lei il dodicesimo proiettile in modo che possa tornare indietro di 5 anni. Verso la fine del volume 10, dopo che Origami è passata nella sua Forma Inversa, appare sul campo di battaglia e manda indietro Shido di 5 anni per evitare la trasformazione e scoprirne la causa. Nel volume 11 assiste Shido, che si trova nel passato, comunicando con lui grazie ai poteri di Zafkiel e impedendo al ragazzo di commettere azioni che potrebbero cambiare in modo indesiderato il futuro. Il tentativo di Shido di evitare la trasformazione di Origami fallisce e Kurumi decide di chiedere aiuto alla se stessa di quel tempo in modo da poter mandare Shido nel passato di 10 minuti con il potere del dodicesimo proiettile, dando al ragazzo una seconda possibilità, riuscendo, questa volta, nell'impresa. Kurumi ricompare più tardi nello stesso volume dove mentre ha una discussione con Shido viene attaccata da Origami nella sua Forma Inversa. Kurumi riesce a evitare lo scontro, sacrificando una delle sue copie e dopo che Origami è andata via, riprende il discorso con Shido, terminata la discussione tra i due Kurumi saluta il ragazzo e scompare. Nel volume 12 assalta una base della DEM sull'isola Neryl nell'Oceano Pacifico che sta per trasferire il secondo Spirito, ma viene ostacolata dalla nuova Adeptus 2 Artemisia Bell Ashcroft che riesce a permettere il decollo del mezzo di trasporto su cui si trova il secondo Spirito. Ricompare alla fine del volume vicino ai detriti del velivolo che trasportava il secondo Spirito scoprendo che quest'ultimo è fuggito. Nel volume 13 incontra finalmente il secondo Spirito Nia. Dopo che Nia rivela a Kurumi i poteri del primo Spirito capisce che solo con le sue forze non sarà mai in grado di ucciderlo. Dopo che i poteri di Mukuro vengono sigillati Kurumi decide di tornare a scuola. Nel volume 16 sfida Shido a una gara a chi avrebbe fatto innamorare per primo l'altro. In caso di vittoria di Kurumi, Shido verrà divorato ma in caso contrario il ragazzo avrà la possibilità di sigillare i poteri di Kurumi. Durante i giorni in cui dura la sfida Shido viene attaccato e ucciso numerose volte dalla DEM. Per salvare il ragazzo Kurumi è costretta a usare ogni volta il sesto proiettile per tornare indietro e sventare il loro attacco. Durante il loro appuntamento dopo aver salvato per l'ennesima volta il ragazzo Kurumi crolla dalla stanchezza e Shido scopre da uno dei suoi cloni ciò che lei ha fatto per lui. Determinata a salvarla Shido racconta tutto a Kotori e gli Spiriti. Dopo che la DEM si prepara ad attaccare con tutte le sue forze, Kurumi incontra Phantom e con grande sorpresa di quest'ultima Kurumi l'attacca riuscendo ad rimuovere il rumore che la copriva. Kurumi vede il volto di Phantom e scopre che Phantom è in realtà Mio il Primo Spirito. Mio viene infine divorata dall'ombra di Kurumi. Dopo lo scoppio della guerra totale tra la DEM e il Ratatoskr, Kurumi combatte contro le Nibelcol insieme a Shido. Durante la battaglia i due si dichiarano reciprocamente i propri sentimenti, ma proprio in quel momento Mio squarcia lo stomaco di Kurumi ferendola mortalmente. Prima di morire Kurumi invia uno dei suoi cloni nel futuro in modo da poter aiutare Shido. Il suo nome in codice è "Nightmare".

#### Forma Spirito
Fedele alla sua reputazione di peggiore degli Spiriti, Kurumi è una combattente brutale con un set di poteri unico che la rendono un avversario difficile per molti. Il suo gran numero di cloni le assicura che è quasi impossibile eguagliarla in una battaglia di numeri. Durante il raid al quartiere generale delle filiali giapponesi della DEM è stato lo Spirito che ha provocato i danni maggiori. Inoltre, Kurumi è l'unico Spirito ad aver assorbito due cristalli Sephira, permettendole di accedere a due Angeli
Abito Astrale: Elohim (神威霊装 三番?, Shin'i Reisō: Sanban, lett. "Abito Spirituale dell'Autorità Divina: Numero 3")
Angelo: Zafkiel (刻々帝?, Kokkokutei, lett. "Imperatore del Tempo"): L'Angelo di Kurumi, Zafkiel prende la forma di un gigantesco orologio. Combinando il tempo, le ombre e il Reiryoku come combustibile, Kurumi può manipolare il tempo attraverso i suoi proiettili. La sua pistola a pietra focaia e il suo moschetto possiedono entrambi dei proiettili speciali che possono causare effetti diversi sul tempo del soggetto a seconda del numero del proiettile. Per attivare qualsiasi potere di cui abbia bisogno, Kurumi deve chiamare il suo Angelo e posizionare la pistola sul numero del proiettile presente sull'Angelo, dove cui potere viene caricato dal numero nella sua arma. Successivamente, spara il proiettile caricato nella pistola sul suo bersaglio; se Kurumi intende utilizzare l'effetto su se stessa, si spara da sola. I proiettili applicano il loro effetto nell'istante in cui entrano in contatto con il loro bersaglio. Il rovescio della medaglia di questi proiettili è che consumano il suo tempo, o in altre parole, la forza vitale di Kurumi. Questo viene visivamente rappresentato dall'orologio nell'occhio sinistro che si muove in senso orario. Il costo differisce anche tra i proiettili, in cui uno può costare più tempo dell'altro. Nel caso degli ultimi due proiettili, possono anche costarle tutto il tempo rimanente.
- Aleph (一の弾?, Ichi no dan, lett. "Primo Proiettile"): Il primo proiettile accelera il tempo sul bersaglio colpito
- Bet (二の弾?, Ni no dan, lett. "Secondo Proiettile"): Il secondo proiettile allenta il tempo sul bersaglio colpito
- Gimel (三の弾?, San no dan, lett. "Terzo Proiettile"): Il terzo proiettile applica lo scorrere del tempo sul bersaglio causandone l'invecchiamento
- Dalet (四の弾?, Shi no dan, lett. "Quarto Proiettile"): Il quarto proiettile riavvolge il tempo del bersaglio. Non ha effetto su persone decedute
- Hei (五の弾?, Go no dan, lett. "Quinto Proiettile"): Il quinto proiettile consente di vedere un'anteprima del futuro
- Vav (六の弾?, Roku no dan, lett. "Sesto Proiettile"): Il sesto proiettile manda la coscienza del bersaglio nel passato a una versione precedente di essi. Differentemente dal dodicesimo proiettile il sesto permette di viaggiare indietro al massimo di un paio di giorni indipendentemente dal tempo che viene utilizzato. Poiché viaggia solo la mente indietro nel tempo il costo di questo proiettile viene azzerato ad ogni utilizzo.
- Zayin (七の弾?, Nana no dan, lett. "Settimo Proiettile"): Il settimo proiettile blocca temporaneamente il bersaglio nel tempo
- Het (八の弾?, Hachi no dan, lett. "Ottavo Proiettile"): L'ottavo proiettile crea un clone del bersaglio
- Tet (九の弾?, Kyū no dan, lett. "Nono Proiettile"): Il nono proiettile permette a Kurumi di condividere i propri sensi con qualcuno che si trova in una diversa epoca temporale
- Yud (十の弾?, Jū no dan, lett. "Decimo Proiettile"): Il decimo proiettile consente di vedere nel passato del bersaglio
- Yud Aleph (十一の弾?, Jūichi no dan, lett. "Undicesimo Proiettile"):  L'undicesimo proiettile permette al bersaglio di viaggiare nel futuro
- Yud Bet (十二の弾?, Jūni no dan, lett. "Dodicesimo Proiettile"): Il dodicesimo proiettile permette al bersaglio di viaggiare nel passato

Città Divora Tempo: L'Angelo di Kurumi è molto potente tuttavia ogni volta che usa le sue abilità, consuma una parte del suo tempo, ovvero la sua forza vitale. Per ricostituire la sua forza vitale, Kurumi possiede la capacità di assorbire il tempo di chiunque si trovi sul confine della sua ombra. Kurumi può estendere la sua ombra e creare una barriera rossa che svolge una funzione simile, chiamata Città Divora Tempo. Sebbene sia normalmente usata per ricostituire il tempo coprendo una vasta area, può anche essere usata per riguadagnare direttamente il Reiryoku. Dopo aver ascoltato la richiesta di Origami di viaggiare indietro nel tempo, Kurumi ha utilizzato una versione speciale della sua ombra per portargli via molto rapidamente una parte del suo Reiryoku come pagamento per il viaggio. Inoltre, i cloni di Kurumi possono anche utilizzare quest'abilità per espandere notevolmente la portata della sua ombra e il numero di vittime. Tuttavia, Shido ha dimostrato di resistere passivamente agli effetti debilitanti della Città Divora Tempo attraverso il Reiryoku degli Spiriti che aveva sigillato fino a quel momento. Allo stesso modo, anche gli Spiriti e i Wizard sono in grado di resistere a quest'abilità.
Kurumi è uno degli Spiriti più potenti della storia. Kurumi dispone di due poteri principali che sono il controllo delle ombre e la capacità di manipolare il tempo. Dalla manipolazione delle ombre Kurumi può estendere la sua ombra per inghiottire le sue prede e unendo i suoi poteri con la capacità dell'ottavo proiettile genera dei cloni di sé stessa che possiedono le esperienze, i ricordi e le abilità della stessa Kurumi, tuttavia essendo i cloni provenienti dal passato essi possono anche avere emozioni e sentimenti che l'attuale Kurumi non possiede più. I cloni anche se hanno le stesse abilità dell'originale sono più deboli della vera Kurumi. Quest'ultimi risiedono nella sua ombra e quando sono al suo interno assumono l'aspetto di lunghe braccia bianche con lineamenti rossi. Kurumi si serve della sua ombra per contenere i suoi cloni e immagazzinare il tempo che essi raccolgono. Kurumi può anche generare vari campi di ombre con cui lei o i suoi cloni possono interagire e che sfrutta solitamente per immobilizzare i nemici.
Nel volume 19 Kurumi ottiene il cristallo Sephira di Nia e ottiene la capacità di usare Rasiel. Permettendo di ottenere qualsiasi informazione desideri consultando il libro.

### Yamai Kazamachi
Yamai Kazamachi (風待八舞?, Kazamachi Yamai)
Yamai era in origine un solo Spirito, ma per motivi ignoti si è diviso in due corpi e due menti separate, ovvero, Kaguya e Yuzuru. Entrambe hanno personalità opposte e nonostante siano entrambe due Spiriti indipendenti, solo insieme formano lo Spirito Yamai. Le sorelle Yamai hanno entrambi lunghi capelli arancioni, e nonostante abbiano personalità contrastanti ognuna di loro è affezionata all'altra, volendo che sia l'altra a sopravvivere. Gli spaziomoti da loro causati spesso non hanno quasi o nessuna vittima, poiché sono causati in cielo. Le sorelle Yamai appaiono la prima volta nel volume 5 dove uno dei loro scontri viene interrotto da Shido. Entrambe decidono quindi che la prima che sara in grado di sedurre il ragazzo sarà la vera Yamai. Durante la sfida, però, scoprono che entrambe vogliono che sia l'altra a vincere e sopravvivere, e sia Kaguya sia Yuzuru chiedono a Shido di scegliere l'altra. Dopo averlo scoperto decidono di risolvere la questione con un duello all'ultimo sangue, tuttavia, Shido interrompe nuovamente il duello e grazie a lui entrambe comprendono ciò che vogliono realmente, ovvero vivere insieme. Alla fine del volume dopo aver abbattuto l'aeronave della DEM l'Arbatel, ringraziano Shido baciandolo insieme, sigillando così i loro poteri. Dopo che i loro poteri vengono sigillati si trasferiscono nella stessa scuola di Shido. Il loro nome in codice è "Berserk".

#### Kaguya Yamai
Kaguya Yamai (八舞 耶倶矢?, Yamai Kaguya)
Doppiata da: Maaya Uchida
Kaguya è la sorella gemella di Yuzuru. Insieme a Yuzuru è il quinto Spirito ad apparire nella serie. Il suo abito astrale Elohim Tzabaoth è prevalentemente di colore viola con una catena sulla mano e sul piede destro. Ha una personalità molto allegra e determinata. Rispetto alla sorella si comporta in modo infantile e immatura. Kaguya ha inoltre la tendenza a parlare senza pensare e perciò per certi versi ha una personalità simile a quella di Tohka. Il suo angelo Raphael El Re'em ha la forma di una lancia. Durante lo scoppio della battaglia finale tra il Ratatoskr e la DEM, Kaguya insieme a Tohka e Yuzuru ha il compito di proteggere Shido, mentre il ragazzo si occupa delle Nibelcol. Dopo l'apparizione del primo Spirito Mio, Kaguya insieme a Tohka e Yuzuru combatte contro quest'ultima per proteggere Shido. Kaguya è la prima a perdere la vita durante il combattimento a causa degli effetti di Ain Sof Aur, dopo che Mio estrae dal suo corpo il suo cristallo Sephira.

#### Yuzuru Yamai
Yuzuru Yamai (八舞 夕弦?, Yamai Yuzuru)
Doppiata da: Sarah Emi Bridcut
Yuzuru è la sorella gemella di Kaguya. Insieme a Kaguya è il quinto Spirito ad apparire nella serie. Il suo abito astrale Elohim Tzabaoth è prevalentemente di colore blu con una catena sulla mano e sul piede sinistro. Rispetto alla sorella ha spesso un'espressione vaga e tiene per la maggior parte del tempo gli occhi socchiusi. A differenza di Kaguya tende a parlare in modo simile a quello di una macchina, ragion per cui la sua personalità è per certi versi simile a quella di Origami. Durante lo scoppio della battaglia finale tra il Ratatoskr e la DEM, Kaguya insieme a Tohka e Kaguya ha il compito di proteggere Shido mentre il ragazzo si occupa delle Nibelcol. Dopo l'apparizione del Primo Spirito Mio, Yuzuru insieme a Tohka e Kaguya combatte contro quest'ultima per proteggere Shido. Durante lo scontro Yuzuru perde la vita a causa degli effetti di Ain Sof Aur dopo che Mio estrae il suo cristallo Sephira. Il suo angelo Raphael El Na'ash ha la forma di un pendolo con una catena.

#### Forma Spirito
I poteri di Kaguya e Yuzuru si basano sulla capacità di controllare il vento e le correnti d'aria riuscendo a generare tifoni e uragani che usano in combattimento. I tifoni e gli uragani da loro creati sono talmente potenti da essere in grado di spazzare via qualsiasi cosa, lasciando città, foreste e montagne completamente devastate. A detta di Kaguya e di Yuzuru sono abbastanza forti da riuscire a cancellare un'intera isola dalla faccia delle terra. Le Yamai sono gli Spiriti più veloci in assoluto, la loro velocità in volo e negli spostamenti sono superiori a quelli di tutti gli altri Spiriti, riuscendo a percorrere centinaia di chilometri in pochi minuti.
Il loro angelo è Raphael. Dopo la separazione di Yamai in due entità anche l'angelo si è diviso prendendo due forme, nelle mani di Kaguya ha la forma di una lancia, mentre nel caso di Yuzuru prende la forma di un pendolo con una catena. Le sorelle Yamai sono, inoltre in grado di unire le loro armi per sbloccare il vero aspetto del loro angelo, "Ell Kanaph" che ha la forma di un arco e una freccia in grado di perforare qualsiasi cosa.

### Miku Izayoi
Miku Izayoi (诱宵 美九?, Izayoi Miku)
Doppiata da: Chihara Minori
Miku è il sesto Spirito ad apparire nella storia. Lei in origine come Kotori non era uno Spirito ma era umana, viene, infatti, trasformata in Spirito da Phantom. Miku oltre ad essere uno Spirito è una cantante idol, infatti, quando era bambina il suo sogno era di diventare un idol, riuscendoci all'età di 15, ma la sua carriera fu stroncata dopo appena un anno, causato da falsi scandali che portarono i suoi fan a odiarla (un produttore televisivo la voleva nel suo programma ma, in cambio, lei sarebbe dovuta andare a letto con lui, Miku si rifiutò di vendere il proprio corpo per la fama e questi decise di fargliela pagare) Durante questo periodo Miku inizia a perdere la voce, cominciando a pensare di suicidarsi, proprio in quel momento, però ottiene i poteri di Spirito da Phantom, grazie al quale riottiene la sua voce. Ricomincia così la sua carriera da idol, debuttando nuovamente davanti al suo pubblico. Miku dimostra di avere un forte disgusto per gli uomini e un'attrazione per le ragazze, dovuta al suo passato, proprio per questo si iscrive in una scuola unicamente femminile. L'odio che prova Miku per gli uomini costringe Shido a travestirsi da ragazza, per poter interagire con lei. Appare la prima volta nel volume 6 dove per potersi esibire causa uno spacequake in città, mentre canta arriva Shido e dopo aver visto che è un ragazzo tenta di attaccarlo, ma viene fermata dall'arrivo dell'AST con cui ingaggia un breve scontro riuscendo poi a fuggire. Qualche tempo dopo incontra nuovamente Shido, ma stavolta travestito da ragazza di nome Shiori. Dopo che Shori dichiara la sua intenzione di sigillarle i poteri, Miku propone a Shiori una sfida durante il festival culturale e in caso di vittoria si sarebbe lasciata sigillare i poteri. Miku perde la sfida ma non rispetta l'accordo preso e dopo aver scoperto che Shiori è Shido travestito invoca Gabriel e grazie ai suoi poteri fa il lavaggio del cervello a tutti i presenti eccetto Shido. Durante il volume 7 si innamora profondamente di Shido vedendo la sua determinazione e la sua sincera bontà e verso la fine del volume lo chiama "Darling" dopo essersi fatta sigillare i poteri. Dopo il suo primo concerto dopo tanto tempo Miku ottiene una standing ovation da parte dei fan e, commossa, ringrazia Shido e gli dice di amarlo davanti a tutti i suoi fan. Durante la battaglia finale tra la DEM e il Ratatoskr, Miku insieme a Natsumi usa il suo Angelo per dare supporto a tutti supporto. Dopo l'apparizione del Primo Spirito Miku e Natsumi raggiungono Shido che sta combattendo contro Isaac, occupandosi delle Nibelcol. Dopo che Shido sconfigge Westcott, appare Mio che estrae dal corpo di Miku e Natsumi il loro cristallo Sephira e facendole perdere entrambe la vita. Il suo nome in codice è "Diva".

#### Forma Spirito
I poteri di Miku si basano sull'uso della sua voce grazie al quale è in grado di creare barriere o onde sonore con il quale attaccare i suoi avversari.
Il suo angelo è Gabriel un gigantesco organo in grado di trasmettere e amplificare i poteri di Miku, attraverso il suono. La musica creata da Gabriel può avere diversi effetti sull'ascoltatore.
- March: Aumenta la forza fisica degli ascoltatori
- Rondo: Metodo primario di difesa che può essere anche utilizzato per limitare i movimenti degli altri
- Solo: Permette di fare il lavaggio del cervello agli ascoltatori rendendoli completamente devoti a Miku, senza però alterare i ricordi delle persone o influenzarne le opinioni personali
- Requiem: Causa un effetto analgesico sull'ascoltatore

### Natsumi Kyouno
Natsumi Kyouno (鏡野七罪?, Kyouno Natsumi)
Doppiata da: Ayumi Mano
Natsumi è il settimo Spirito ad apparire nella storia. Viene inizialmente mostrata con l'aspetto di una bella e giovane donna, ma in seguito si scopre che il suo vero aspetto è quello di una bambina malaticcia. In entrambe le forme ha i capelli e gli occhi color smeraldo. Natsumi è uno Spirito che in passato è apparso diverse volte sulla Terra imparando alcune cose sulla società umana. Durante le esperienze passate sulla Terra sviluppa però, una percezione fisiologica negativa di sé stessa. Natsumi tende quindi ad essere gelosa dei tratti fisiologici degli altri, credendoli migliori dei suoi. Proprio per questo motivo decide quindi di assumere un altro aspetto, che è la sua forma adulta, tramite i suoi poteri di trasformazione. Il suo nuovo aspetto è quello che lei percepisce come l'immagine perfetta di sé stessa. Natsumi ha il potere di trasformare sé stessa, oppure oggetti e persone in tutto ciò che vuole, a patto che si trovino nel suo raggio visivo. I poteri di trasformazione non influiscono, però, sui ricordi o sulla personalità delle persone o degli oggetti, facendoli rimanere invariati. Appare la prima volta in un parco dei divertimenti dove incontra Shido, mentre parla con Shido un missile dell'AST spaventa Natsumi che perde la concentrazione e torna per poco al suo vero aspetto originario. Credendo che Shido abbia visto il suo vero aspetto si infuria con lui minacciando di rovinare la sua vita. Giorni dopo Natsumi si spaccia per Shido cercando di rovinare la sua reputazione ma viene smascherata da Tohka e Origami. Dopo essere stata smascherata lancia a Shido una sfida dove gli manda dodici foto nel quale sono presenti delle persone vicine a Shido e il ragazzo deve riuscire a trovare Natsumi all'interno di esse, in caso contrario le persone nelle foto spariranno una dopo l'altra. Shido riesce a vincere la sfida e lo specchio di Haniel si rompe liberando tutte le persone che aveva fatto sparire e facendo tornare Natsumi al suo vero aspetto. Dopo che Shido e le ragazze vedono il suo vero aspetto Natsumi trasforma tutte le ragazze in bambine e scappa nuovamente. Nei giorni seguenti tenta ancora di rovinare la vita di Shido, fallendo a causa degli interventi del Ratatoskr. Durante uno dei suoi tentativi viene individuata dal Ratatoskr e dopo essere scappata viene attaccata da Ellen e un gruppo di Wizards della DEM. Natsumi sconfigge facilmente i Wizards della DEM ma viene gravemente ferita da Ellen, venendo salvata solo dall'intervento di Shido e gli altri Spiriti. A causa della ferita subita Natsumi perde i sensi, ritrasformando Tohka e le ragazze al loro aspetto originale. Dopo essersi risvegliata nella base sotterranea del Ratatoskr viene convinta da Shido a sottoporsi a un trattamento di bellezza da parte di Shido e degli altri Spiriti. Natsumi dopo essersi vista allo specchio rimane incredula del risultato, ma rimanendo comunque convinta di essere brutta. Nei giorni seguenti il Ratatoskr tenta di convincere Natsumi del contrario, ma invano. Dopo aver riacquistato la capacità di evocare il suo angelo tenta di scappare trasformandosi in Kotori. Mentre gira per la base nei panni di Kotori chiede a Tohka e agli altri Spiriti cosa pensavano veramente di Natsumi, rimanendo sconvolta dalle loro parole poiché erano il contrario di quello che si aspettava. Dopo aver parlato con Shido si trasforma nel leccalecca di Kotori e viene raccolta dal ragazzo che capisce che Koroti in realtà era Natsumi. Quando Shido sta per essere ucciso da un Bandersnatch, Natsumi decide di salvarlo e insieme a lui e Tohka abbattono il secondo satellite. Terminata la battaglia Natsumi chiede a Shido se era carina e dopo che il ragazzo risponde di sì, Natsumi bacia Shido sigillando i suoi poteri. Durante la battaglia finale tra la DEM e il Ratatoskr, Natsumi usa Haniel per copiare l'Angelo di Miku in modo da dare a tutti supporto. Dopo l'apparizione del Primo Spirito Natsumi e Miku raggiungono Shido che sta combattendo contro Isaac, occupandosi delle Nibelcol. Dopo che Shido sconfigge Westcott, appare Mio che estrae dal corpo di Natsumi e Miku il loro cristallo Sephira e facendole perdere entrambe la vita. Il suo nome in codice è "Witch".

#### Forma Spirito
Il suo angelo è Haniel che ha la forma di una scopa. L'angelo oltre ad avere i poteri trasformazione e la capacità di volare può mandare persone e oggetti in un'altra dimensione attraverso uno specchio. In questa dimensione tutto ciò che si trova all'interno viene messo in un campo di stasi. Haniel grazie alla sua modalità di trasformazione Kaleidoscope è in grado di trasformarsi negli angeli di altri Spiriti. Quando Haniel è trasformato in un altro angelo ottiene gli stessi poteri e abilità dell'angelo in cui si è trasformato.

### Nia Honjou
Nia Honjou (本条 二亜?, Honjou Nia)
Nia è il nono Spirito ad apparire nella storia ed è anche conosciuta come il Secondo Spirito. 5 anni prima dell'inizio della storia l'esistenza di Nia è stata scoperta dalla DEM che ha inviato Ellen a catturarla. Dopo essere caduta in una trappola ed essere stata presa alla sprovvista da Ellen, Nia viene catturata e sottoposta a terribili torture sia a livello fisico che mentale nel tentativo di farle raggiungere la Forma Inversa. Durante questo periodo la DEM inserisce nella sua testa un Realizer per sigillare i suoi ricordi in modo che Nia possa mantenere il suo equilibrio mentale, ed entra in uno stato di coma rimanendo prigioniera fino ai giorni attuali. Secondo Kurumi lei è l'unica che possiede informazioni sul Primo Spirito e sul luogo in cui si trova attualmente. Nel volume 12, Nia ancora prigioniera della DEM si trova sull'isola Neryl nell'Oceano Pacifico, un'isola della DEM in stato di coma. Durante il trasferimento dall'isola alla città di Tengu, il convoglio che trasporta Nia viene attaccato da Kurumi che tenta di liberarla ma l'intervento di Artemisia impedisce a Kurumi di liberare Nia. Nonostante ciò grazie all'intervento di Kurumi il veicolo che trasporta Nia è partito senza scorta e una volta arrivata alla città di Tengu, Nia si risveglia dal suo coma. Appena sveglia Nia riesce a fuggire, poiché Shido fa precipitare l'aereo su cui si trovava. Nel volume 13 Nia incontra Shido, curiosa di conoscere il ragazzo. Nia rivela a Shido di essere uno Spirito e per ringraziarlo gli offre la possibilità di sigillare i suoi poteri con un appuntamento ad Akihabara. Nonostante l'appuntamento fili liscio il livello di affetto di Nia rimane invariato e Nia rivela a Shido la sua incapacità di amare tutto ciò che non è in 2D. Shido tenta allora di fare il cosplay del personaggio preferito di Nia, ma alla fine questo tentativo si risolve in malo modo. Tornata a casa il Ratatokr fa un nuovo tentativo per conquistare Nia, che però finisce per irritare ulteriormente lo Spirito. Nia ancora arrabbiata, scopre il nuovo piano del Ratatoskr per farla innamorare di Shido, cioè una storia che racconta le esperienze di Shido con gli Spiriti. Nia si mette in contatto con il Ratatoskr e annuncia che non ha nessuna intenzione di leggere la storia da loro prodotta, ma Kotori la sfida a una gara di vendite al comicon e in caso di vittoria lei dovrà accettare di leggere la loro storia. Nia accetta, convinta che nessuno di loro avrebbe potuto battere una mangaka professionista del suo livello. Nia ripensa poi al passato, di quando aveva Rasiel per scoprire le sue origini di Spirito, ma in quel momento appare di fronte a lei Kurumi. Kurumi dichiara di non avere intenzioni ostili ma cerca solo delle informazioni. Nia conscia di non poterla battere decide di rispondere alle sue domande, anche come segno di riconoscenza per averla aiutata durante la sua fuga. Il giorno della sfida, la sfida finisce in parità e Nia decide di leggere il lavoro del Ratatoskr. Nia rimane colpita dal loro lavoro e mentre tenta di scoprire come erano riusciti a completare tale lavoro in soli due giorni, scopre le storie degli Spiriti e di come loro, inizialmente diffidenti nei confronti del mondo, siano riusciti ad accettarlo grazie a Shido. Queste scoperte fanno scoppiare Nia in lacrime, ridandole la speranza. Tuttavia, in quel momento Westcott attiva il Realizer dentro la testa di Nia, facendole ricordare tutte le torture che aveva subito. Nia incapace di gestire il passaggio dalla speranza alla disperazione inizia la sua inversione. Dopo l'inversione, Nia è incapace di controllare il suo corpo e convoca il suo Re Demone Belzebù, cominciando a combattere contro Shido e gli Spiriti. Alla fine degli eventi del volume 13, Artemisia riesce a estrarre dal corpo di Nia il suo cristallo Qlipha perdendo di conseguenza il suo Re Demone e tutti i suoi poteri di Spirito Inverso. A causa dell'estrazione del cristallo Qlipha, Nia rischia di morire ma grazie all'intervento di Natsumi e Shido la ragazza riesce a sopravvivere e Shido le può sigillare i poteri. Nia è quindi il primo Spirito che perde il suo cristallo Qlipha. Nel volume 16, dopo che Kurumi lancia la sua sfida a Shido racconta al ragazzo e agli altri Spiriti del suo incontro con Kurumi e rivelando il vero obiettivo di quest'ultima. Durante la battaglia finale tra la DEM e il Ratatoskr, Nia resta sulla Fraxinus insieme a Kotori. Dopo che l'aeronave precipita a causa della luce di Ain Sof Aur, Nia perde la vita dopo che Mio estrae dal suo corpo il suo cristallo Sephira. Il suo nome in codice è Sister.

#### Forma Spirito
Il suo angelo è Rasiel e ha la forma di un libro. L'angelo dona al suo utilizzatore la capacità di ottenere informazioni su qualsiasi persona o evento accaduto solo pensando ad esso, donando quindi l'onniscienza. L'angelo oltre a ottenere informazioni ha la capacità di alterare il futuro scrivendo o raffigurando gli eventi che accadranno su di esso, gli eventi scritti o raffigurati su Rasiel si verificheranno dopo pochi secondi dal momento che sono stati scritti. Tuttavia questo potere non è assoluto, dato che gli Spiriti che dispongono di tutti i loro poteri sono immuni al potere di Rasiel e non possono venire influenzati dai poteri dell'angelo. Dopo l'estrazione parziale del suo cristallo, i poteri di Nia si indeboliscono e perde la sua capacità di alterare il futuro.
Il suo Re Demone è Beelzebub. La forma di Beelzebub è quella di un libro, inoltre Beelzebub come Rasiel dona al suo utilizzatore una semi onniscienza e il potere di alterare il futuro, oltre a ciò Belzebù è capace di evocare dalle sue pagine dei mostri fatti di oscurità che possono essere usati sia per difendersi che attaccare.

### Mukuro Hoshimiya
Mukuro Hoshimiya (星宮 六喰?, Hoshimiya Mukuro)
Mukuro è il decimo Spirito ad apparire nella storia. Mukuro appare la prima volta nel volume 14 dove viene attaccata dalla DEM. Dopo aver facilmente respinto l'attacco della DEM con il suo angelo, come segno di avvertimento, Mukuro attacca contemporaneamente le varie basi dell'AST e della DEM sparse nel mondo per impedire che riescano rintracciare la sua energia spirituale. Dopo questo avvertimento Mukuro vede l'immagine di Shido proiettata nello spazio grazie al Ratatoskr per cercare di comunicare con lei. Durante la discussione con Shido, Mukuro dichiara apertamente che non ha intenzione di farsi sigillare e gli rivela, inoltre, che lei ha sigillato il suo cuore le sue emozioni grazie al suo angelo. Inoltre definisce le idee di Shido egoistiche, facendogli notare che sigillando i poteri degli Spiriti al fine di fargli vivere una vita normale, il ragazzo rende gli Spiriti incapaci di difendersi dalla DEM che continua i suoi attacchi allo scopo di catturarli. Infine Mukuro dà un avvertimento a Shido, cioè, che se il ragazzo oserà nuovamente riapparire di fronte a lei utilizzerà Michael per distruggere la terra. Dopo che Shido si ripresenta nuovamente davanti a lei, inizia a combattere contro il ragazzo, durante il combattimento Shido usa Haniel per copiare Michael e riesce così a sbloccare il cuore di Mukuro. Tuttavia poco dopo un attacco di Artemisia fa precipitare entrambi nell'atmosfera terrestre. Mukuro avendo riacquistato i suoi sentimenti e le sue emozioni si innamora profondamente di Shido dato che la salva dal rientro nell'atmosfera terrestre. Durante il loro appuntamento chiede al ragazzo di interrompere i suoi rapporti con gli altri Spiriti. Alla risposta negativa del ragazzo, però, Mukuro decide di sigillare i ricordi di Shido in modo che il ragazzo non debba preoccuparsi più di nulla e impedendo a Shido di usare Haniel per ricopiare Michael. Il gesto di Mukuro però fa invertire Tohka e durante il loro secondo appuntamento quest'ultima li interrompe. Mukuro e Tohka in procinto di scontrarsi vengono fermate da Origami che attraverso uno stratagemma le convince a risolvere la questione attraverso un appuntamento a tre con Shido. Tuttavia durante l'appuntamento Tohka taglia una ciocca dei capelli di Mukuro che furiosa per il gesto comincia a combattere contro di lei. Il combattimento tra loro attira anche gli altri Spiriti e Mukuro furiosa di vederli e convinta che siano li per portare via Shido da lei usa Michael per bloccare la rotazione terrestre per poi riprendere il suo scontro con Tohka. Durante la battaglia tra le due Shido si mette in mezzo per impedire che Tohka venga uccisa, facendo questo però viene ferito quasi mortalmente dall'attacco di Mukuro. Mukuro dopo essersi accorta di aver ferito Shido per la disperazione comincia la sua inversione, ma il ragazzo riesce a intervenire e sigillare i suoi poteri prima che il processo si completi. Durante la battaglia finale tra la DEM e il Ratatoskr, Mukuro insieme a Origami, Yoshino e Mana, viene affidato il compito di catturare Artemisia; dopo che Origami sconfigge Artemisia, Mukuro usa il suo angelo per sbloccare i suoi ricordi. Dopo che Mio evoca il suo primo Angelo Ain Sof Aur, raggiunge Tohka insieme al suo gruppo che sta combattendo contro Mio. Durante il combattimento Mukuro tenta di usare Michael per bloccare i poteri del secondo Angelo di Mio, Ain Sof, tuttavia questo gesto si rivela fatale per Mukuro che muore a causa del suo stesso Angelo a causa dei poteri di Ain Sof. Il suo nome in codice è Zodiac.

#### Forma Spirito
Mukuro è uno Spirito potentissimo al pari di Kurumi e degli Spiriti nella loro Forma Inversa. Riesce infatti a combattere alla pari contro Tenka, al punto che quest'ultima l'ha riconosciuta come una degna avversaria nonostante il suo precedente disprezzo verso lo "Spirito Chiave". Durante la battle royale degli Spiriti, Origami ha riconosciuto Mukuro come una delle minacce principale allo stesso livello di Kurumi e Kotori. Mukuro ha anche dimostrato di avere la capacità comune degli Spiriti di volare e di poter rimanere nello spazio senza alcun danno o necessità di respirare.
Abito Astrale: Eloah (神威霊装 六番?, Shin'i Reisō: Rokuban, lett. "Abito Spirituale dell'Autorità Divina: Numero 6")
Angelo: Michael (封解主?, Fūkaishū, lett. "Signore della Rimozione del Sigillo"): L'Angelo di Mukuro è Michael che assume la forma di una chiave. Michael ha due abilità diverse, ma strettamente correlate. L'Angelo ha la capacità di sigillare la funzione di un bersaglio impalandolo con la chiave e può alterare il tessuto stesso dello spazio-tempo sbloccando lo spazio per creare un portali. Nel complesso, Michael è un Angelo dai poteri devastanti capace di livelli di distruzione planetari quando esercitato alla massima potenza. La sua capacità di sigillare include anche concetti astratti come le emozioni e i ricordi. Allo stesso modo, il suo uso di portali nello spazio consente un metodo di viaggio istantaneo con una portata senza precedenti nel coordinare attacchi a lunga distanza reindirizzando anche gli attacchi. Dopo essere stata sigillata, Mukuro nota che la portata massima dei suoi varchi è diventata drasticamente più corta. Nonostante il suo stato indebolito, è ancora abbastanza forte da aprire più portali per inviare i suoi compagni in varie località della città di Tengu al fine di salvare i loro amici civili dalla DEM. Tuttavia, questo problema viene successivamente risolto dopo che Mio fornisce un potenziamento a ciascuno Spirito, dando loro di nuovo il pieno accesso ai propri poteri. Durante la Battle Royale degli Spiriti, su ordine di Nia, è stata in grado di aprire un portale abbastanza grande da consentire a numerose copie di Maria di tendere un attacco a sorpresa alle sorelle Yamai. L'Angelo mostra inoltre diverse abilità.
- Segva (閉?, Hei, lett. "Blocco"): sigilla alcune funzioni del bersaglio. Mukuro ha utilizzato questa capacità per la prima volta per spegnere le macchine della DEM e i Realizer satellitari della Fraxinus, può anche sigillare l'abilità di altri Angeli. Alla piena potenza, Mukuro ha affermato che potrebbe utilizzare quest'abilità per fermare la rotazione terrestre. Anche se quando ha tentato questo, c'è stato un ritardo dovuto alle dimensioni complessive del bersaglio.
- Rātaibu (開?, Kai, lett. "Sblocco"): permette a Mukuro di aprire varchi nello spazio che possono essere usati per teletrasportarsi, evocare meteoriti e reindirizzare gli attacchi in arrivo.
- Shifuru (放?, Hou, lett. "Rilascio"): Scatena il vero potenziale di Michael trasformandolo dalla forma di chiave in un'alabarda. Quando è in questa forma, Michael può essere usato anche per risvegliare il potere nascosto di altri Spiriti.

### Reine Murasame
Reine Murasame (村雨 令音?, Murasame Reine)
Doppiata da: Aya Endō
Reine è un membro del Ratatoskr e l'ufficiale capo analisi della Fraxinus, è inoltre l'enigmatica entità conosciuta come Phantom, lo Spirito che può trasformare gli esseri umani in altri Spiriti attraverso l'utilizzo dei cristalli Sephira. Reine è una donna molto intelligente e la sua caratteristica più visibile sono le occhiaie sotto i suoi occhi. Reine è una donna molto comprensiva e proprio per questo si comporta come se fosse una madre nei confronti di Shido e degli altri Spiriti aiutandoli a risolvere i loro problemi. La si vede spesso al fianco di Kotori per aiutare lei e Shido nelle varie missioni. Durante la serie si trasferisce nella scuola di Shido come insegnante di fisica, in modo da poter intervenire più rapidamente in caso di necessità. Essendo uno dei membri più affidabili della Fraxinus, prende spesso il comando quando non c'è Kotori, aiutando Shido durante i suoi incontri con gli Spiriti. Sembra avere un qualche rapporto con il passato di Shido. Reine nei panni di Phantom è stata anche colei che ha informato Kurumi dell'esistenza di Shido. Reine in realtà non è altro che un clone di Mio Takamiya creata da quest'ultima per aiutarla a realizzare i suoi obbiettivi. Quando nei panni di Phantom, conserva la sua personalità calma e analitica, deducendo facilmente che Origami aveva viaggiato nel tempo esclusivamente dal suo possesso di Metatron. Phantom, sembra avere una mentalità orientata all'obiettivo focalizzata sull'adempimento di qualcosa che lei descrive come il suo desiderio. A tal fine, ha trasformato diversi umani in Spiriti usando i cristalli Sephira. Phantom ha dimostrato di essere disposto a utilizzare diverse tattiche subdole per ottenere i suoi scopi. Quando ha trasformato Kotori in uno spirito, ha predato il suo desiderio di smettere di essere una piagnucolona. Quando ha trasformato Miku in uno spirito, si è servita del suo odio per l'umanità e della sua disperazione per aver perso la voce. Quando ha trasformato Origami in uno Spirito, ha usato il suo desiderio di ottenere il potere. Senza menzionare cosa avrebbe fatto loro esattamente il cristallo Sephira. Phantom sembra avere la tendenza di valutare una persona in base al suo potenziale come Spirito futuro. A tal fine, è alla continua ricerca di persone di talento per trasformarli in Spiriti. Dopo che un attacco di Origami riesce a rimuovere il suo disturbo, Phantom rifletté sul fatto che non poteva pensare di non trasformare una ragazza con così tanto talento in uno Spirito, nonostante sapesse che le si sarebbe rivoltata contro un giorno.

### Mio Takamiya
Mio Takamiya (崇宮澪?, Takamiya Mio)
(Mio Takamiya a Kurumi Tokisaki)
Mio Takamiya, nota anche come il Primo Spirito o anche Spirito dell'Origine, è il primo Spirito apparso sulla Terra. Nel gioco fate a live -spirit pledge global compare sotto forma di spirito primordiale, nato dalla fusione di un giocatore , che seguendo l anime , ha fuso Phantom con mio takamiya , creando un nuovo spirito: Deus.
Deus resta imbattuto dalla sua nascita nel gioco pochi giorni fa , c'è chi cerca di evitarlo per non perdere per sempre i propri spiritifino ad ora Deus ha ucciso circa 8 spiriti , assorbando i rispettivi cristalli Sephira .
C'è chi invece lo cerca senza sosta , ma non trovandolo lascia perdere.
Ci aspettiamo che Deus faccia una comparsa spettacolare , soprattutto nel prossimo torneo.
Chi è uscito da uno scontro contro Deus , fino ad ora combattuto mentre si trovava all ottavo livello riporta che i suoi spiriti che lo hanno sfidato sono morti , lo scontro non è durato più di 10 secondi circa .
Molti sono in cerca del /lla proprietario/a di Deus.
30 anni prima dei fatti attuali è nata attraverso il rituale della Formula degli Spiriti da Isaac Ray Peram Westcott, Ellen Mira Mathers e Elliot Baldwin Woodman. La sua nascita ha provocato il primo e più grande sisma spaziale nella storia dell'umanità, causando la morte di 150 milioni di persone. Questo evento portò all'abbattersi di nuovi sismi spaziali in tutto il mondo per i successivi sei mesi. Mio è stata colei che ha trasformato Kurumi Tokisaki in uno Spirito e secondo Kurumi il Primo Spirito è l'origine di tutti gli Spiriti. Sembra inoltre avere un legame con Shido e Mana. Si scopre poi che in realtà il vero nome di Shido è Shinji Takamiya e che fu grazie alle sue cure che Mio provò finalmente l'amore, ragion per cui scelse per sé lo stesso cognome. Quando Shinji venne ucciso dalla DEM, Mio decise di assorbire il suo cadavere nel proprio corpo per farlo tornare in vita e dargli il potere degli Spiriti, in modo da farlo diventare immortale, perché potesse essere il suo amore per tutta l'eternità. Tuttavia, un corpo umano non era in grado di ricevere tutto quel potere, così decise di conferirgli una sola capacità, quella di sigillare il potere degli Spiriti nel suo corpo. Allo scopo di renderlo in grado di diventare eterno come lei, inizia a creare gli Spiriti usando i cristalli in cui infondere il proprio potere, ma i cristalli Qlipha non erano compatibili con gli umani, che diventavano mostri impazziti. Una volta compreso di doverli "purificare" creandone una versione inversa, iniziò ad usarli per trasformare gli umani, per poi ucciderli in modo da trasformare i cristalli Qlipha in Sephira. Durante questo periodo, partorisce Shido e lascia che venga adottato dalla famiglia Itsuka. Durante la sfida tra Shido e Kurumi, nei panni di Phantom incontra Kurumi con l'intenzione di darle qualche consiglio ma viene attaccata da quest'ultima che una volta riuscita a smascherarla la intrappola all'interno della sua ombra. Durante la guerra tra il Ratatoskr e la DEM, Mio decide di uscire dall'ombra di Kurumi, squarciandole lo stomaco nel processo e uccidendola. Dopo essersi resa conto che Shido non tornerà ad essere la persona di cui era innamorata, decide di uccidere tutti gli Spiriti e recuperare i suoi cristalli Sephira per poi cancellare la memoria di Shido, in modo che torni ad essere Shinji, il ragazzo che amava. Mio inizia a combattere contro Tohka e le Yamai giunte in aiuto di Shido. Nello scontro Mio scatena il suo primo Angelo Ain Sof Aur, che comincia a diffondere particelle di luce per la città e comincia senza distinzioni a distruggere o a uccidere qualsiasi cosa entri in contatto con esse. In questo modo Mio distrugge molte aeronavi e Bandersnatch della DEM e facendo strage dei maghi e delle Nibelcol. Lo scontro di Mio contro gli Spiriti è a senso unico e Mio riesce a recuperare senza problemi tutti i cristalli Sephira. Dopo avere recuperato i suoi cristalli Mio è in procinto di cancellare la memoria a Shido, ma viene fermata da Tohka che dopo aver assorbito parte del potere degli altri Spiriti e di Mio stessa è più potente che mai. Con il suo nuovo potere Tohka riesce a mettere in difficoltà Mio che decide di ricorrere al suo terzo Angelo Ain. Utilizzando il suo terzo Angelo Mio cancella completamente l'esistenza di Tohka. A questo punto Mio è di nuovo in procinto di cancellare i ricordi di Shido ma viene fermata nuovamente stavolta da un clone di Kurumi inviata nel futuro da quest'ultima prima di morire. Il clone viene ucciso da Mio ma prima che ci riesca essa riesce a suggerire a Shido di usare il potere del sesto proiettile con il quale il ragazzo torna indietro nel tempo. Il suo nome in codice è Deus.

#### Forma Spirito
Essendo lo Spirito dell'Origine, Mio è lo Spirito primordiale responsabile della creazione di tutti gli altri Spiriti. Il suo potere è immenso, a tal punto che al massimo dei suoi poteri è l'equivalente di una divinità. L'Abito Astrale di Mio è talmente resistente che solo il potere di Mio stessa usato come fonte è in grado di danneggiarlo. Mio è stata in grado di sconfiggere facilmente tutti gli altri Spiriti nei loro Abiti Astrali Limitati, nonché un'intera armata di Maghi e aeronavi da sola. In effetti, quando Nia ha parlato a Kurumi dei suoi poteri, anche lei ha dovuto ammettere che da sola non sarà mai in grado di ucciderla, dato il suo immenso potere. A differenza degli altri Spiriti, Mio possiede non uno ma ben tre Angeli. I suoi Angeli le permettono di distruggere qualsiasi cosa e deformare la realtà a suo capriccio. Gli Angeli di Mio sono talmente potenti e pericolosi da sopraffare facilmente tutti gli altri Spiriti e provocare loro un impareggiabile senso di terrore.
Abito Astrale: Yah (神威霊装 零番?, Shin'i Reisō: Reiban, lett. "Abito Spirituale dell'Autorità Divina: Numero 0")
Angelo: Ain Sof Aur (万象 聖堂?, Banshō Seidō, lett. "Santuario di Tutto nella Creazione"): Noto come l'Angelo della morte, è un enorme fiore contenente una sagoma di Mayuri al centro dei petali. Seguendo il comando di fiorire, il fiore emette costantemente particelle di luce che uccidono istantaneamente tutti coloro che vengono a contatto con esso, e disattivando le funzioni di soggetti e oggetti inorganici come i Bandersnatch e le aeronavi da guerra. Le particelle non possono essere bloccate da un Territory protettivo, poiché lo attraversano semplicemente. La semplice presenza dell'Angelo è letale per chiunque non abbia una quantità significativa di Reiryoku o Maryoku.
Henet (蕾砲?, Raihō, lett. "Germoglio Cannone"): Mio evoca un piccolo bocciolo di fiori della dimensione di un palmo di mano che libera un fascio di particelle di energia concentrato da Ain Soph Aur. Tutto ciò che viene a contatto con il raggio di energia muore all'istante, indipendentemente da qualsiasi difesa.
Angelo: Ain Sof (輪廻 楽園?, Rinne Rakuen, lett. "Samsara del Paradiso"): Noto come l'Angelo delle leggi, prende la forma di un enorme albero decorato con fiori e rami che trafigge il cielo e rimodella il paesaggio circostante, dandogli un aspetto monocromatico, simile a una scacchiera. All'interno di quest'area di effetto estesa sia dai rami che dalle radici dell'albero, Mio può manipolare liberamente le leggi della realtà. Afferma inoltre che il Territory era originariamente derivato da questa capacità.
Anaph (枝剣?, Shiken, lett. "Ramo Spada"): Manifesta un ramo di Ain Soph per fungere da lama affilata.
Angelo: Ain ( ?,  ): L'Angelo del vuoto, prende la forma di un seme e viene descritto come la carta vincente di Mio. Può illuminare istantaneamente l'intero mondo con la luce prima di cancellare chiunque o qualunque cosa desideri dalla realtà. La luce accecante rende impossibile vederlo.
Deus sembra non riuscire a controllare il suo potere nel gioco dell anime date a live , soprannominato date a live - Spirit pledge global.
Non è ancora chiaro se uccida volontariamente per una dimostrazione di forza oppure per il mancato controllo del bocciolo del samsara.

## Ratatoskr
Il Ratatoskr è un'organizzazione che ha lo scopo di risolvere le questioni riguardanti gli Spiriti in maniera pacifica senza ricorrere alla violenza. Nel volume 12 si scopre che però il vero obiettivo del Ratatoskr è quello di ottenere il potere di tutti gli Spiriti, e per farlo hanno intenzione di creare un cristallo Sephira che racchiude i poteri di tutti gli Spiriti sigillati da Shido. Il Ratatoskr è un'organizzazione segreta la quale esistenza è nota solo a pochi tra cui la DEM, i governi e gli alti funzionari militari. Il centro di comando del Ratatoskr si trova sulla Fraxinus mentre il luogo specifico della sua sede è attualmente sconosciuto. La tecnologia dei Realizer impiegata dal Ratatoskr viene prodotta e fornita loro dall'Asgard Electronics, rivale economica della DEM, e la quale è una dei maggiori finanziatori dell'organizzazione.

### Kyouhei Kannazuki
Kyouhei Kannazuki (神無月 恭平?, Kannazuki Kyōhei)
Doppiato da: Takehito Koyasu
Kyouhei è il vice-comandante della Fraxinus ed aiuta Shido nella varie missioni. Kyouhei ha lunghi cappelli biondi, indossa un abito bianco e una camicia nera sotto la cravatta. Egli ha 28 anni, ma sembra ancora molto giovane. Nonostante sia il vice-comandante della Fraxinus si comporta per la maggior parte del tempo in modo inaffidabile. Kyouhei è estremamente masochista e ossessionato da Kotori, pensando sempre a idee perverse su di lei, dimostra però di riuscire ad essere serio in alcune situazioni quando essa lo richiede.

### Kyoji Kawagoe
Kyoji Kawagoe (川越 恭次?, Kawagoe Kyoji), "Bad Marriage"
Doppiato da: Gō Inoue
Uno dei membri dell'equipaggio della Fraxinus, sposato e divorziato cinque volte è uno dei membri del Ratatoskr che aiuta Shido, durante i suoi incontri con gli Spiriti, votando l'opzione più adatta da seguire per Shido.

### Masaomi Mikimoto
Masaomi Mikimoto (幹本 雅臣?, Mikimoto Masaomi), "Boss"
Doppiato da: Kentarō Tone
Uno dei membri dell'equipaggio della Fraxinus, aiuta Shido durante i suoi incontri con gli Spiriti, votando insieme all'equipaggio l'opzione più adatta da seguire per Shido.

### Hinako Shiizaki
Hinako Shizakii (椎崎 雛子?, Shizakii Hinako), "The Nail Knocker"
Doppiata da: Satomi Akesaka
Uno dei membri dell'equipaggio della Fraxinus, è descritta come la donna che vive alle 2 di notte e che ha fatto soffrire ogni rivale in amore. Si presenta con una bambola voodoo ed è una delle varie assistenti della Fraxinus, che aiuta Shido durante i suoi incontri con gli Spiriti, votando insieme all'equipaggio l'opzione più adatta da seguire per Shido.

### Munechika Nakatsugawa
Munechika Nakatsugawa (中津川 宗近?, Nakatsukawa Munechika), "The Dimension Breaker"
Doppiato da: Gorgeous
Uno dei membri dell'equipaggio della Fraxinus, è descritto come l'uomo con un centinaio di mogli. È uno dei vari assistenti della Fraxinus che aiuta Shido durante i suoi incontri con gli Spiriti, votando insieme all'equipaggio l'opzione più adatta da seguire per Shido.

### Kozue Minowa
Kozue Minowa (箕輪 梢?, Minowa Kozue), "Deep Love"
Doppiata da: Tomoko Usami
Uno dei membri dell'equipaggio della Fraxinus, è descritta come una donna la cui sincerità è temuta dalla legge. È uno dei vari assistenti della Fraxinus che aiuta Shido durante i suoi incontri con gli Spiriti, votando insieme all'equipaggio l'opzione più adatta da seguire per Shido.

### Mana Takamiya
Mana Takamiya (崇宮 真那?, Takamiya Mana)
Doppiata da: Misato
Mana è la sorella naturale di Shido, è una ragazza di 14 anni che fa parte della DEM e proprio per ordine della DEM entra nell'AST. Nonostante la sua giovane età, Mana è una delle combattenti più forti della DEM seconda solo a Ellen all'interno dell'organizzazione. Mana essendo uno dei Wizards migliori della DEM, è famosa per essere stata capace di uccidere da sola uno Spirito (Kurumi) in seguito sarà poi rivelato che lo Spirito che aveva ucciso non era la vera Kurumi ma solo una delle sue copie, e, che quella vera è nettamente più forte di Mana. Grazie ad alcuni esperimenti sul suo corpo, Mana è capace di utilizzare diverse armi destinate ad uccidere uno Spirito. Gli esperimenti sul suo corpo però causeranno all'insaputa di Mana un effetto secondario, accorciando drasticamente la durata della sua vita. Mana come Shido non ricorda molto del suo passato e infatti non ricorda nulla della sua infanzia. Scopre infatti che è la sorella di sangue di Shido solo grazie a foto contenuta all'interno di un ciondolo. Mana può avere due personalità che assume in base alla situazione può assumere l'atteggiamento di una ragazza della sua età, oppure trasformarsi in una macchina da guerra, capace di uccidere a sangue freddo senza provare alcuna emozione. Appara la prima volta nel volume 3 dove per ordine della DEM si unisce all'AST. Dopo essere stata sconfitta dalla vera Kurumi viene ricoverata in ospedale e finisce in coma per circa un mese, dopo aver riaperto gli occhi scopre ciò che la DEM gli ha fatto e per questo decide di unirsi al Ratatoskr. Quando Kotori sotto l'ipnosi di Miku sta per usare il cannone magico Misteltein per uccidere Shido, Mana la colpisce facendole perdere i sensi. Dopodiché affronta la squadra di Jessica l'Adeptus 3 della DEM costringendoli alla ritirata. Mana si dirige poi agli uffici amministrativi della DEM per aiutare Shido a liberare Tohka e prende parte alla battaglia tra Wizards e Spiriti. Durante la battaglia affronta di nuovo Jessica che dopo essersi sottoposta agli esperimenti della DEM è diventata più forte tanto da poter utilizzare lo Scarlet Licorice. Lo scontro è molto duro ma alla fine Mana riesce a sconfiggere Jessica uccidendola. Nel volume 12 quando Shido perde il controllo dei suoi poteri, Mana affronta Ellen per impedire che catturi Shido, cercando di guadagnare tempo in modo da dare agli Spiriti il tempo necessario per salvare Shido.

## Asgard Electronics
L'Asgard Electronics è una delle due aziende produttrici di Realizer nel mondo assieme alla DEM, di cui è la principale rivale economica. Oltre alla produzione dei Realizer, l'Asgard Electronics è una delle principali società che finanzia economicamente il Ratatoskr, poiché il presidente della società, Elliot Baldwin Woodman oltre ad essere il presidente della società è anche uno dei fondatori dell'organizzazione.

### Elliot Baldwin Woodman
Elliott Baldwin Woodman (エリオット・ボールドウィン・ウッドマン?, Eriotto Bōrudowin Uddoman)
Doppiato da: Jouji Nakata
Elliott appare come un uomo intorno ai 50 anni di età. Egli è il fondatore del Ratatoskr e anche il presidente dei Round. È un uomo molto rispettato, soprattutto da Kotori su cui ha una grande influenza. In passato lavorò con Westcott e fu insieme e quest'ultimo e ad Ellen uno dei tre membri fondatori della DEM. 30 anni prima degli eventi narrati fu uno dei tre responsabili dell'apparizione del Primo Spirito sulla Terra, questo evento portò il primo sisma spaziale nella storia dell'umanità, con la conseguente morte di 150 milioni di persone. Dopo questo evento decise di abbandonare Westcott e Ellen per fondare il Ratatoskr. Oltre a ciò Elliot è anche il proprietario dell'Asgards Electronics la rivale economica della DEM. Elliot è un uomo di buon cuore ed è uno dei pochi membri ai piani alti del Ratatoskr che crede fermamente nella causa di salvare gli Spiriti. In passato quando era stato proposto di usare l'abilità di Shido per salvare gli Spiriti egli era inizialmente contrario all'idea, conscio che il ragazzo avrebbe potuto perdere il controllo. Nel volume 12 quando Shido perde il controllo dei suoi poteri, Elliot cerca di guadagnare tempo in modo che Kotori e gli altri Spiriti possano salvare Shido offrendo agli altri capi del Ratatoskr l'1% delle azioni dell'Asgard Electronics per ogni minuto che sarebbe passato. Nel volume 17 affronta e sconfigge Ellen perdendo però la sua vita dopo lo scontro.

### Karen Nora Mathers
Karen Nora Mathers (カレン·ノーラ·メイザース?, Karen Nora Meizāsu)
È un membro del Ratatoskr e la segretaria personale di Elliot. Karen aiuta spesso il suo capo a spostarsi, spingendo la sua sedia a rotelle. Essendo un membro del Ratatoskr, non è in buoni rapporti con sua sorella maggiore, poiché Ellen Mira Mathers fa parte della DEM.

### Haruko Itsuka
Haruko Itsuka (五河 遥子?, Itsuka Haruko)
Haruko Itsuka è la madre di Kotori e la mamma adottiva di Shido. Haruko è una dei dipendenti dell'Asgard Electronics, inoltre a detta di Kotori, ha fatto anche parte del team responsabile della creazione della Fraxinus. Oltre a ciò Haruko è anche a conoscenza dell'esistenza degli Spiriti.

### Tatsuo Itsuka
Tatsuo Itsuka (五河 竜雄?, Itsuka Tatsuo)
Tatsuo Itsuka è il padre di Kotori e il padre adottivo di Shido. Haruko è una dei dipendenti dell'Asgard Electronics, inoltre a detta di Kotori, ha fatto anche parte del team responsabile della creazione della Fraxinus.

## AST (Anti-Spirits Team)
L'AST è un'unità segreta speciale che fa parte della JGSDF l'esercito di difesa del Giappone, è un'unità il cui compito principale è quello di eliminare l'origine dei sismi spaziali, cioè gli Spiriti, facendo ricorso a potenti armi e tecnologie fornite loro dalla DEM.

### Ryoko Kusakabe
Ryoko Kusakabe (日下部 燎子?, Kusakabe Ryōko)
Doppiata da: Ao Takahashi
Ryoko è una donna di 27 anni e il capitano dell'AST e guida, quindi le altre ragazze della squadra contro gli Spiriti. Ryoko si preoccupa molto per le altre ragazze della squadra, soprattutto per Origami.

### Mikie Okamine
Mikie Okamine (岡峰 美紀恵?, Okamine Mikie)
Doppiata da: Kanami Satou
Mikie è un membro dell'AST, ha gli occhi marroni e i capelli legati con le trecce. Lei ha un anno in meno di Origami e ha una strana attrazione per quest'ultima. Appare la prima volta quando Origami viene sospesa temporaneamente dall'AST con Mily, fa in seguito altre apparizioni come quando nel volume 7 tenta di impedire a Origami di prendere parte alla battaglia tra i Wizards della DEM e gli Spiriti.
Lei è una protagonista in Date AST Like.

### Mildred F. Fujimura
Mildred F. Fujimura  (ミルドレッド・F・藤村?, Mirudoreddo F. Fujimura)
Doppiata da: Saki Ogasawara
Mildred F. Fujimura chiamata anche "Mily" è un meccanico della DEM che fa parte dell'AST e ricopre il rango di sergente di prima classe, lo stesso rango di Origami. È descritta come una ragazza con gli occhi azzurri e i cappelli biondi con indosso degli occhiali. Lei ha la stessa età di Origami e come Mikie ha una strana attrazione per quest'ultima, con deliri causati dalle sue strane fantasie, spesso incentrate su Origami.

## DEM (Deus Ex Machina) Industries
La Deus Ex Machina Industries, anche conosciuta semplicemente come DEM, è una delle società più grandi al mondo con sede principale in Inghilterra. La DEM è l'unica industria che produce le unità Realizer, che vengono distribuiti in tutto il mondo alle forze di polizia e alle forze militari e in particolare alle squadre anti-Spirito come l'AST e la SSS, infatti, le attrezzature per combattere gli Spiriti sono tutte prodotte dalla DEM. Insieme alla distribuzione dei Realizer la DEM invia anche diversi sovrintendenti e addetti alla manutenzione a tutti coloro a cui vengono distribuiti i Realizer. L'industria è la principale rivale economica dell' "Asgards Electronics", l'azienda che finanzia il Ratatoskr. La DEM ha una politica opposta a quella del Ratatoskr di salvare gli Spiriti, preferisce infatti occuparsi della minaccia degli Spiriti distruggendoli, tuttavia solo gli alti ranghi della società sono a conoscenza dell'esistenza del Ratatoskr. La DEM è un'organizzazione disposta a tutto pur di raggiungere i propri scopi anche a ricorrere a metodi estremi, viene dimostrato infatti più volte nel corso della storia che i fallimenti dei suoi membri vengono spesso pagati con la vita. La DEM è anche composta da molti Wizards in grado di usare le CR-Unit e che hanno un'esperienza e una preparazione di gran lunga superiore rispetto ai membri delle forze speciali di altri paesi. All'interno dell'organizzazione tra i Wizards vi è una gerarchia chiamati Adeptus in cui rientrano i Wizard più forti presenti nell'organizzazione. Essi vengono identificati con un numero che va dall'1 in poi. Durante il corso della storia Ike diventa il nuovo direttore della società.

### Sir Isaac Ray Pelham Westcott
Sir Isaac Ray Pelham Wescott (サー·アイザック·レイ·ペラム·ウェストコット?, Aizakku Rei Peruhamu Uesutokotto)
Doppiato da: Ryōtarō Okiayu
Sir Isaac Ray Peram Westcott, chiamato anche Ike, è l'antagonista principale di Date A Live. È inizialmente l'amministratore delegato della DEM ma in seguito allo svolgersi degli eventi diventa l'attuale direttore della società. È un uomo dalla personalità egoista, arrogante, infantile e crudele, anche se all'apparenza sembra essere una persona calma e tranquilla, inoltre è molto rispettato dai Wizards della DEM che gli sono totalmente fedeli. Westcott ha un carattere in realtà meschina, che sfrutta gli altri per i suoi scopi. Si dimostra essere anche molto crudele come quando elenca vari metodi di torture in modo da far trasformare Tohka. 30 anni prima dei fatti attuali è stato uno dei responsabili dell'apparizione del Primo Spirito sulla Terra, che ha causato il primo sisma spaziale nella storia dell'umanità e di conseguenza alla morte di 150 milioni di persone. Tempo dopo fonda le industrie DEM e inventa la tecnologia dei Realizer usata in molti campi, compreso quello bellico per combattere gli Spiriti. L'obiettivo di Westcott è quello di trasformare gli Spiriti nella loro Forma Inversa, in modo da ottenere i loro poteri e riscrivere le leggi della realtà terrena con il potere Inverso degli Spiriti. Nel volume 7 è il responsabile della trasformazione di Tohka nella sua Forma Inversa. Vede Shido come una minaccia per il suo piano a causa della sua abilità di sigillare i poteri degli Spiriti. Sembra sapere molte cose sugli Spiriti e su Shido, conoscendo la loro Forma Inversa e il modo per fargliela raggiungere, oltre al fatto che sembra sapere diverse cose sul passato del ragazzo quando si riferisce a lui come Takamiya. Ike durante gli eventi del volume 13 riesce a impossessarsi del cristallo Qlipha di Nia, ottenendo il Re Demone Belzebù e tutti i suoi poteri. Nel volume 14 grazie a Belzebù scopre la posizione di Mukuro e invia una flotta di aeronavi per catturarla. Dopo che Mukuro dà una dimostrazione dei suoi poteri distruggendo varie sedi della DEM in tutto il mondo, Ike insieme a Ellen Artemisia si dirige verso lo spazio al fine di catturarla. Durante la missione Ike intrappola Shido e gli Spiriti all'interno di Belzebù per poi andare a incontrare Elliot. Ike inizia uno scontro con Elliot perdendo un braccio. Nel volume 16 decide che è arrivata l'ora di uccidere Shido e invia Ellen e Artemisia supportata dai Nibelcol a uccidere il ragazzo. Dopo che i vari tentativi di uccidere Shido falliscono, Ike scopre che il motivo è perché Nightmare sta continuando a tornare indietro nel passato e a impedire la morte del ragazzo. Dopo l'inizio della guerra tra il Ratatoskr e la DEM, Ike viene sconfitto da Shido e perde il suo cristallo Qlipha dopo che Mio lo estrae con il potere del suo Angelo.
Dopo aver ottenuto Belzebù, Westcott ottiene la capacità di poter trasferire le informazioni riguardo a un argomento direttamente nella sua mente, semplicemente pensando ad esso; oltre a ciò, è capace di condividere queste informazioni con gli altri semplicemente toccandoli. Il Re Demone, oltre a conferirgli quindi l'onniscienza, è anche in grado di evocare creature dalle sue pagine che seguono i suoi comandi.
Tuttavia, dal momento che la Forma Inversa di Nia era in uno stato incompleto, a causa dell'intervento di Shido, solo una parte del suo cristallo Qlipha è stato estratto. A causa di questo le abilità e i poteri di Belzebù si trovano in uno stato incompleto, il che implica anche che il Re Demone non dispone di tutti i poteri che aveva quando lo usava il suo proprietario originale. Poiché Belzebù e Rasiel sono entrambi connessi tra loro, il Re Demone viene ulteriormente indebolito dall'Angelo.

### Ellen Mira Mathers
Ellen Mira Mathers (エレン·ミラ·メイザース?, Eren Mira Meizāsu)
Doppiata da: Shizuka Itō
Ellen è la segretaria del direttore della DEM ed anche la Wizard più forte del mondo. Appare come una donna con la pelle pallida, con gli occhi viola e i capelli biondo pallido, inoltre è spesso visto indossare la sua tuta da combattimento. Ellen è all'apparenza una persona molto calma e analitica, ma durante la battaglia rivela la sua vera personalità, è infatti un'amante della battaglia e non si fa scrupoli ad uccidere il suo avversario, anche in modo atroce. Dimostra inoltre di essere disposta a sacrificare e a uccidere anche i suoi alleati in caso di necessita. 30 anni prima dei fatti attuali, Ellen è stata una dei responsabili dell'apparizione del primo Spirito sulla Terra. 25 anni dopo la DEM scopre dell'esistenza del secondo Spirito Nia e invia Ellen a catturarla. Ellen riesce a compiere la missione sconfiggendo e catturando Nia e portandola alla DEM. Essendo il Wizard più forte del mondo si comporta, a volte in modo arrogante sostenendo più volte il fatto di non perdere mai. Nonostante la sua arroganza la forza di Ellen è reale dimostrando tenere facilmente testa a Tohka e sconfiggendola per ben due volte di fila mentre non era nel pieno dei suoi poteri, e riuscendo anche a tenere testa a uno Spirito mentre è nel pieno dei suoi poteri. Ellen è anche un'abile pilota in grado di pilotare da sola un'aeronave, è infatti la pilota della sua aeronave personale la Goezia. Appare la prima volta nel volume 5 insieme a Westcott e in seguito le viene assegnata la missione di catturare lo Spirito Princess quindi accompagna la classe di Shido in gita sull'isola di Arubi come fotografa. Durante la gita cerca di catturare Tohka ma i suoi tentativi vengono ostacolati da Ai Mai e Mii. La sera dell'ultimo giorno mentre in cielo si sta svolgendo lo scontra tra le Berserk, insieme a una squadra di Bandersnatch rivela la sua identità a Shido e Tohka e sfida la Princess a uno scontro uno contro uno dimostrando la sua superiorità. Quando è sul punto di catturare Tohka, Shido evoca Sandalphon e sorpresa ordina di catturare anche il ragazzo, ma i Bandersnatch smettono di funzionare a causa dei danni subiti nella sala controllo dell'Arbatel. Shido e Tohka approfittano di questo momento per fuggire riuscendoci a causa di una buca scavata da Ai Mai e Mii che fa cadere Ellen e tutti i Bandersnatch dentro la buca. Durante il festival culturale riesce a catturare Tohka e portala alla sede giapponese della DEM. Quando la sede viene attaccata da Shido e Kurumi, Ellen prende parte alla battaglia affrontando prima Mana e poi Origami che riesce a ferire Ellen grazie all'aiuto della Fraxinus. Durante la battaglia viene richiamata da Isaac e si dirige nella stanza di quarantena dove si trova Tohka. Ellen arrivata alla stanza trafigge con la sua spada Shido, quando sta per uccidere il ragazzo però Tohka si inverte ed Ellen inizia un terzo scontro con Tohka questa volta in Forma Inversa. Tohka si dimostra molto più forte riuscendo a tenere testa ad Ellen che è poi costretta a ritirarsi dallo scontro insieme a Westcott a causa della ferita infertale da Origami. Nel volume 8 Ellen riappare con Westcott a una riunione per discutere dei danni causati durante la battaglia tra la DEM e gli Spiriti. Quando i consiglieri votano per alzata di mano la destituzione di Isaac dal titolo di direttore Ellen taglia a tutti loro il braccio destro in modo che i voti a favore della destituzione siano zero. Westcott affida poi a Ellen la missione di catturare lo Spirito Witch. Ellen con una squadra di Wizard riesce con poche difficoltà a sconfiggere Natsumi, ma il suo tentativo fallisce a causa dell'intervento di Shido con tutti gli altri Spiriti. Qualche giorno parla con Origami al telefono riuscendo a convincerla a entrar a far parte della DEM come nuovo Adeptus 2 al posto di Mana. Dopo va a casa di Shido per farsi dire dal ragazzo dove si trova Natsumi ma è costretta a ritirarsi dopo che scopre che un satellite da smaltimento della DEM sta per cadere sulla città intuendo che la caduta del satellite è opera dei consiglieri e che il loro obbiettivo è uccidere Westcott. Nel volume 10 mentre Origami affronta gli Spiriti, Ellen al comando della sua aeronave tiene impegnata la Fraxinus in uno scontro aereo, danneggiandola pesantemente. Nel volume 12 le viene dato l'ordine da Westcott di catturare Shido che ha perso il controllo dei poteri sigillati nel suo corpo, ma viene ostacolata da Mana con cui ingaggia uno scontro. Nel volume 13 dopo che Nia si inverte, Ellen appare sul campo di battaglia e affronta prima i mostri d'oscurità creati da Belzebù e poi Tohka, le sorelle Yamai e Miku che tentano di guadagnare del tempo per Shido. Dopo che Ike ottiene i poteri di Belzebù si ritira insieme a lui e Artemisia. Tornata alla sede della DEM Ike attraverso i poteri di Belzebù mette al corrente Ellen del fatto che la storia sia stata riscritta da Shido con il potere di Nightmare. Nel volume 14 dopo che Mukuro abbatte le astronavi della DEM, Ellen e Artemisia vengono inviate nello spazio a catturare Mukuro. Durante la missione di cattura, Ellen, al comando della sua aeronave Goetia, ingaggia uno scontro con la Fraxinus EX, venendo stavolta sconfitta.
Artemisia Bell Ashcroft (アルテミシアル· ·ベアシュクロフト?, Arutemishia Beru Ashukurofuto)
Artemisia Bell Ashcroft è un membro dell'SSS la squadra anti-Spirito britannica, ed è il Wizard al vertice dell'organizzazione. Artemisia è uno dei 5 migliori Wizards in tutto il mondo, la sua fama e la sua abilità sono tali da essere paragonate a quelle di Ellen e Mana. Tuttavia secondo Mana le capacità di Artemisia sono superiori persino alle sue, poiché afferma che se lei si fosse unita alla DEM quando c'era ancora Mana anche lei sarebbe stata degradata dal suo grado di Adeptus 2. Per la maggior parte della storia Artemisia si trova in coma a causa dell'estrazione dei suoi ricordi da parte della DEM al fine di usarli come programma di base per la produzione di una nuova serie di unità CR che prendono proprio il suo nome. Dopo essersi svegliata dal coma, Artemisia diviene la nuova Adeptus 2 della DEM prendendo il posto inizialmente occupato da Mana e poi da Origami. Appare per la prima volta nel volume 12 sull'isola Neryl nell'Oceano Pacifico dove blocca il tentativo di Kurumi di liberare Nia durante il suo trasferimento riuscendo facilmente a sconfiggere i suoi cloni. Nel volume 13 dopo che Nia si trasforma nella sua Forma Inversa, appare sul campo di battaglia e impedisce a Shido di baciare Nia, dopodiché trafigge Nia con la sua spada e riesce a estrarre il cristallo Qlipha dal suo corpo riducendola in fin di vita.
Nel volume 14 dopo che Mukuro abbatte le astronavi della DEM, Artemisia insieme a Ellen viene inviata nello spazio a catturare Mukuro. Durante la missione di cattura Artemisia inizia uno scontro con Origami.

### Jessica Bailey
Jessica Bailey (ジェシカ·ベイリー?, Jeshika Beirī)
Doppiata da: Yuko Kaida
Jessica è un Wizard membro della DEM di cui è l'adeptus 3, e quindi è il terzo Wizard più forte presente all'interno dell'organizzazione dopo Ellen e Mana. Come per molti altri Wizards della DEM lei è estremamente fedele a Westcott eseguendo tutti i suoi ordini. È estremamente gelosa di Ellen e di Mana poiché più potenti di lei e quindi più vicini a Isaac. Viene inviata all'interno dell'AST insieme a un gruppo di Wizards della DEM per catturare Shido e Tohka, dimostrandosi subito arrogante nei confronti dei Wizards dell'AST. Durante il tentativo di catturare sia Shido che Tohka durante il festival culturale, lei e il suo gruppo di Wizards vengono ostacolati prima da Origami e poi da Mana, che dopo aver lasciato la DEM è entrata a far parte del Ratatosrk, e sconfigge Jessica costringendo gli altri Wizards alla ritirata. Dopo essere stata sconfitta da Mana incrementa i suoi poteri attraverso degli esperimenti, diventando talmente forte da poter utilizzare lo Scarlet Licorice. Durante il suo secondo scontro con Mana riesce a mettere in difficoltà quest'ultima, perdendo però il controllo colpendo sia nemici che alleati. Dopo aver raggiunto il limite a causa di un eccessivo uso dello Scarlet Licorice, viene sconfitta da Mana che le infligge un colpo fatale, uccidendola. Prima di morire chiede a Mana se Isaac l'avrebbe finalmente notata.

### James A. Paddington
James A Paddington (ジェームズ・A・パディントン?, Jēmuzu A. Padinton)
Doppiato da: Toshiharu Nakanishi
È un membro della DEM, capitano del dirigibile Arbatel. James è un uomo di mezza età con la barba e con una personalità molto arrogante la cui unica preoccupazione è salvaguardare la sua carriere all'interno della DEM. Viene inviato con il suo equipaggio sull'isola dove si svolge la gita scolastica della scuola di Shido, con l'obiettivo di aiutare Ellen a catturare Tohka. Durante la missione ingaggia uno scontro aereo con la Fraxinus, uscendone sconfitto. Dopo la sconfitta per rimediare al suo fallimento tenta di catturare sia la Princess che le Berserk, utilizzando i Bandersnatch a bordo dell'Arbatel. Il suo tentativo però fallisce dopo che le sorelle Yamai abbattono il suo dirigibile e lui viene catturato dal Ratatoskr.

## Raizen High School

### Hiroto Tonomachi
Hiroto Tonomachi (殿町 宏人?, Tonomachi Hiroto)
Doppiato da: Anri Katsu
Hiroto Tonomachi è un compagno di classe di Shido. Nell'anime ha una fidanzata virtuale che in realtà è un personaggio di "Fall in Love: My Little Seed", un gioco sviluppato dal Ratatoskr. È un ragazzo molto aperto che non ha problemi nell'esprimere le sue emozioni ed è in grado di mantenere la calma nonostante avvenga un terremoto spaziale.

### Tamae Okamine
Tamae Okamine (岡峰 珠恵?, Okamine Tamae)
Doppiata da: Kaori Sadohara
Tamae è l'insegnante della classe di Shido. Nonostante abbia 29 anni ne dimostra molti di meno. È molto popolare e ben voluta dai suoi studenti che la chiamano Tama-chan. Anche se lei è un'insegnante molto intelligente, non riesce a controllare le sue emozioni, soprattutto quando avvengono delle situazioni impreviste oppure incontrollabili.

### Ai Yamabuki
Ai Yamabuki (山吹 亜衣?, Yamabuki Ai)
Doppiata da: Risako Murai
Ai è una compagna di classe di Shido e fa parte di un trio di amiche con Mai e Mii venendo sempre vista in loro compagnia. Viene spesso vista parlare con Tohka insieme alle sue amiche, cercando di sostenere gli sforzi di quest'ultima per diventare la fidanzata di Shido.

### Mai Hazakura
Mai Hazakura (葉桜 麻衣?, Hazakura Mai)
Doppiata da: Kayoko Tsumita
Mai è una compagna di classe di Shido e fa parte di un trio di amiche con Ai e Mii venendo sempre vista in loro compagnia. Viene spesso vista parlare con Tohka insieme alle sue amiche, cercando di sostenere gli sforzi di quest'ultima per diventare la fidanzata di Shido.

### Mii Fujibakama
Mii Fujibakama (藤袴 美衣?, Fujibakama Mii)
Doppiata da: Midori Tsukimiya
Mii è una compagna di classe di Shido e fa parte di un trio di amiche con Ai e Mai venendo sempre vista in loro compagnia. Viene spesso vista parlare con Tohka insieme alle sue amiche, cercando di sostenere gli sforzi di quest'ultima per diventare la fidanzata di Shido.

## Spiriti esclusivi

### Rinne Sonogami
Rinne Sonogami (園神 凜祢?, Sonogami Rinne)
Doppiata da: Kana Hanazawa
Rinne Sonogami è un personaggio esclusivo del gioco Date A Live: Rinne Utopia e della sua versione novel. Rinne ha corti capelli rosa chiaro, con una parte dei suoi capelli legati in una treccia. Ha gli occhi marrone chiaro e indossa un maglione sopra la divisa del liceo Raizen. Nella sua Forma Spirito, i capelli di Rinne diventano più lunghi, fino a raggiungere le gambe. I suoi occhi assumono un colore rosa più intenso, quasi rosso. Il suo Abito Astrale è un abito viola con ornamenti d'oro sulle spalle e i fianchi. La stragrande maggioranza del suo volto è coperto da un velo mentre sulla parte superiore della testa indossa un copricapo decorato con un emblema d'oro al centro. Rinne si presenta nel gioco come un'amica d'infanzia di Shido e abita nella casa accanto alla sua. In realtà Rinne non è umana e non è mai stata un'amica d'infanzia di Shido. Rinne è nata improvvisamente a seguito di una grande quantità di energia spirituale che ha preso coscienza propria. Un giorno, il grande stress di Shido, causato dalla sua vita pericolosa, fa tornare i poteri degli Spiriti sigillati ai loro proprietari. Sul tetto della scuola, Tohka perde il controllo dei suoi poteri e uccide accidentalmente Shido. In quel momento, Rinne ha attivato Eden per salvarlo. L'Eden ha poi inghiottito l'intera città di Tengu e lei entrò nella vita di Shido come sua amica d'infanzia. L'obiettivo di Rinne è quello di mantenere per sempre Eden, sperando che Shido non scopra la verità e in modo da avere una vita felice con la ragazza da lui scelta. Tuttavia, Rinne è incapace di controllare pienamente Eden e Shido inizia a notare le stranezze attorno a lui. Nel gioco, Kotori e il suo equipaggio riescono a identificare gli effetti di Eden. Ogni volta che Kotori (o Reine nel percorso di Kotori) provano a chiamare Shido per metterlo in guardia, si apre una scelta per scegliere se rispondere oppure stare con la ragazza scelta. Se Shido sceglie di rispondere alla chiamata, lui e la ragazza scelta cercheranno di sciogliere Eden distruggendo il suo punto vitale. A quel punto, Rinne e i suoi guardiani appariranno per uccidere Shido e ripristinare Eden in modo che il tempo torni al momento in cui Eden è iniziato. Questo ciclo di eventi continua a ripetersi fino a quando Rinne non è più in grado di cancellare completamente i ricordi di Shido e delle ragazze. Questo permette alle ragazze di notare le stranezze del mondo e, infine, notare l'esistenza di Ruler. Con il passare del tempo la mente di Rinne diventa instabile e cade in preda alla disperazione. Rinne decide di andare ad un appuntamento con Shido per stabilizzare la sua mente. Tuttavia il tentativo finisce in un fallimento e inoltre Shido finisce per sviluppare dei sentimenti per Rinne. Come ultima risorsa, Rinne decide di rinunciare a perseguire un lieto fine in questo ciclo e cerca di ripristinare Eden con la forza, uccidendo nuovamente Shido. Tuttavia, viene fermata dagli Spiriti e Origami. Le memorie e i ricordi manipolati da Eden si dissolvono e Shido insieme agli Spiriti distrugge i guardiani e punti vitali di Eden. Rinne affronta Shido e gli Spiriti, e ancora una volta cerca di uccidere il ragazzo. Rinne con Eden disarma gli Spiriti e Origami, ma Shido riesce a resistere agli effetti grazie alla sua forte volontà. Infine, Rinne accetta la sconfitta, e chiede a Shido di sigillarla. Con il suo potere sigillato, termina Eden e la sua utopia, ma poiché Rinne non possiede un corpo fisico, la perdita del suo potere comporta anche la fine della sua esistenza. Rinne dice addio a Shido e dopo aver confessato il suo amore per lui scompare. Dopo la sua scomparsa, Shido e gli altri perdono tutti i loro ricordi riguardanti Rinne e Eden.
Rinne è molto potente, essendo la manifestazione di una grande quantità di energia spirituale. Secondo Kotori la densità del suo potere spirituale è seconda solo a quella del Primo Spirito e se lei avesse perso il controllo del suo potere, potrebbe causare un sisma spaziale abbastanza potente da distruggere il Giappone.
L'angelo di Rinne è Eden. Reine riassume il potere di Eden come "il potere di ricreare il mondo finché l'utilizzatore non ottiene il risultato desiderato". Usando questo potere, Rinne può creare una grande area dove tutti gli eventi all'interno di quest'area possono essere manipolati e rifatti tutte le volte che lo si desidera. Rinne utilizza questo potere per nascondere l'albero che funge come nucleo vitale di Eden, manipolando i residenti della città di Tengu e facendogli credere di essere un nuovo monumento della città. Rinne utilizza questo potere per diventare l'amica d'infanzia di Shido e fargli credere che sono stati sempre insieme fin da quando erano bambini. L'abilità di Eden, Paradise Lost permette a Rinne di controllare le radici dell'albero che sono il cuore di Eden per attaccare i suoi nemici. Le radici dell'albero sono senzienti. Rinne ha anche il potere di evocare i guardiani, esseri ammantati con 6 ali dalla forma umanoide e che indossano un mantello rosso, bianco o nero. Individualmente sono creature potenti, ma non potenti come uno Spirito non sigillato.

### Maria Arusu
Maria Arusu (或守 鞠亜?, Arusu Maria)
Doppiata da: Suzuko Mimori

### Marina Arusu
Marina Arusu (或守 鞠奈?, Arusu Marina)
Doppiata da: Suzuko Mimori

### Rio Sonogami
Rio Sonogami (園神 凜緒?, Sonogami Rio)
Doppiata da: Ayane Sakura

### Mayuri
Mayuri (万由里?, Mayuri)
Doppiata da: Sora Amamiya
Mayuri è uno Spirito che appare nel film Date A Live: Mayuri Judgment. Mayuri è uno Spirito nato dal Reiryoku degli Spiriti che Shido aveva sigillato. Tuttavia, poiché è nata dal Reiryoku, la sua esistenza era temporanea e alla fine sarebbe scomparsa. Mayuri è una giovane e bella ragazza con lunghi capelli biondi e profondi occhi rosa. Di solito la si vede indossare un'uniforme da marinaio bianca. Indossa anche degli orecchini dorati decorati con una piccola sfera rosa e blu attaccata all'accessorio, la sfera in seguito cambia colore a seconda delle condizioni del suo Angelo. Nella sua Forma Spirito, ottiene un Abito Astrale che assume l'aspetto di un abito nero corto con uno spacco sul petto e sullo stomaco. Ottiene anche dei guanti neri e dei guanti d'oro sulle gambe. Sulla schiena, ha un paio di ali angeliche accanto a quattro grandi ali trasparenti. Inoltre, ha un paio di ali più piccole attaccate alle orecchie come estensioni. Mayuri è una ragazza calma che mostra raramente le sue emozioni. Di solito segue Shido in giro per osservare i suoi appuntamenti con gli Spiriti; per realizzare l'obiettivo suo e del suo Angelo. All'inizio, Mayuri non sembrava preoccuparsi del fatto che alla fine sarebbe scomparsa. Tuttavia, dopo aver visto Shido uscire con ciascuno degli Spiriti che aveva sigillato, sviluppò il desiderio di voler vivere e non scomparire, insieme a un sentimento di gelosia che sviluppa inconsciamente che in seguito spinge Kerubiel a diventare furioso.

### Ren
Ren (蓮?, Ren)
Doppiata da: Rie Takahashi